# Culture afro-américaine

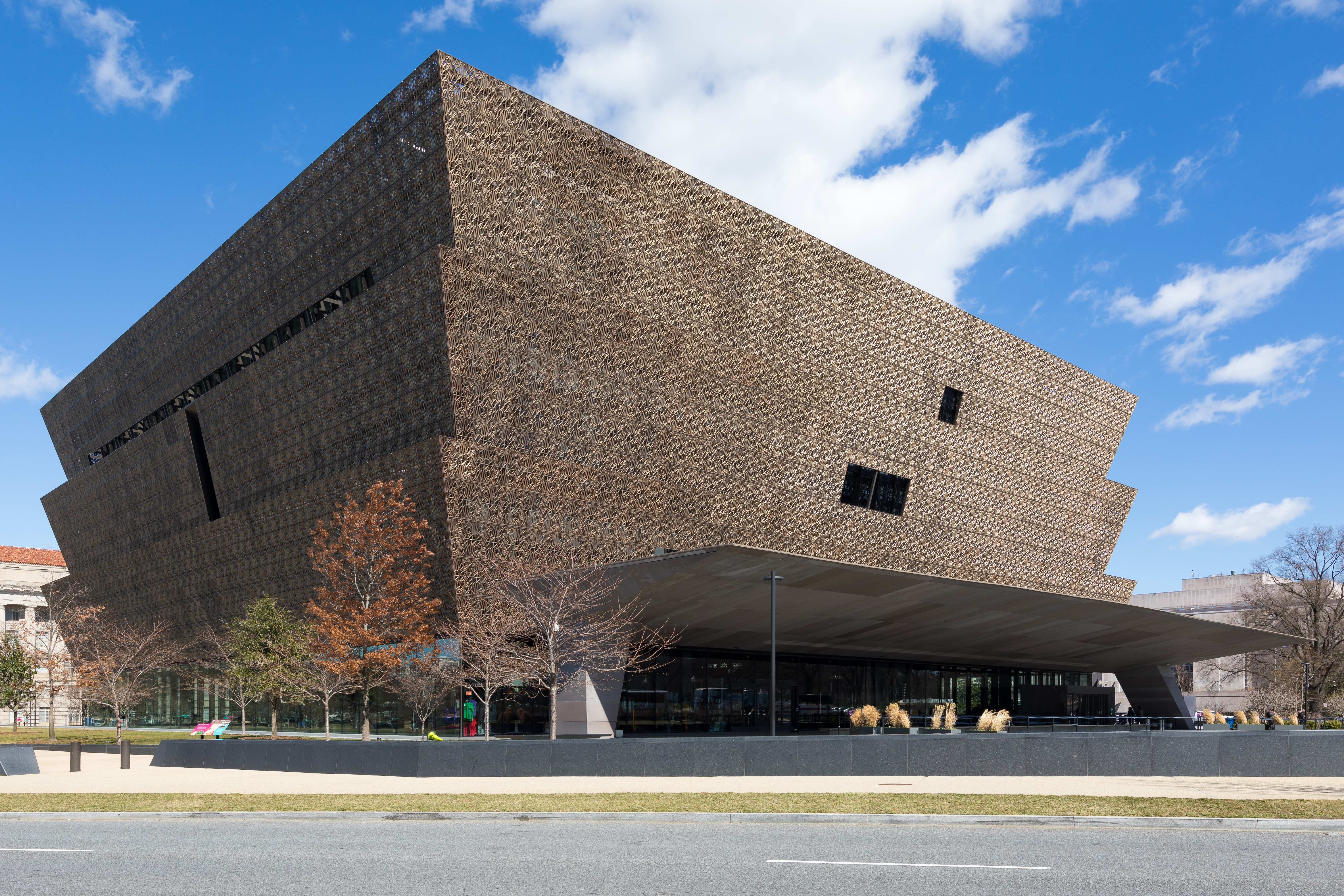
Le Musée national de l'histoire et de la culture afro-américaines, situé à Washington D.C..

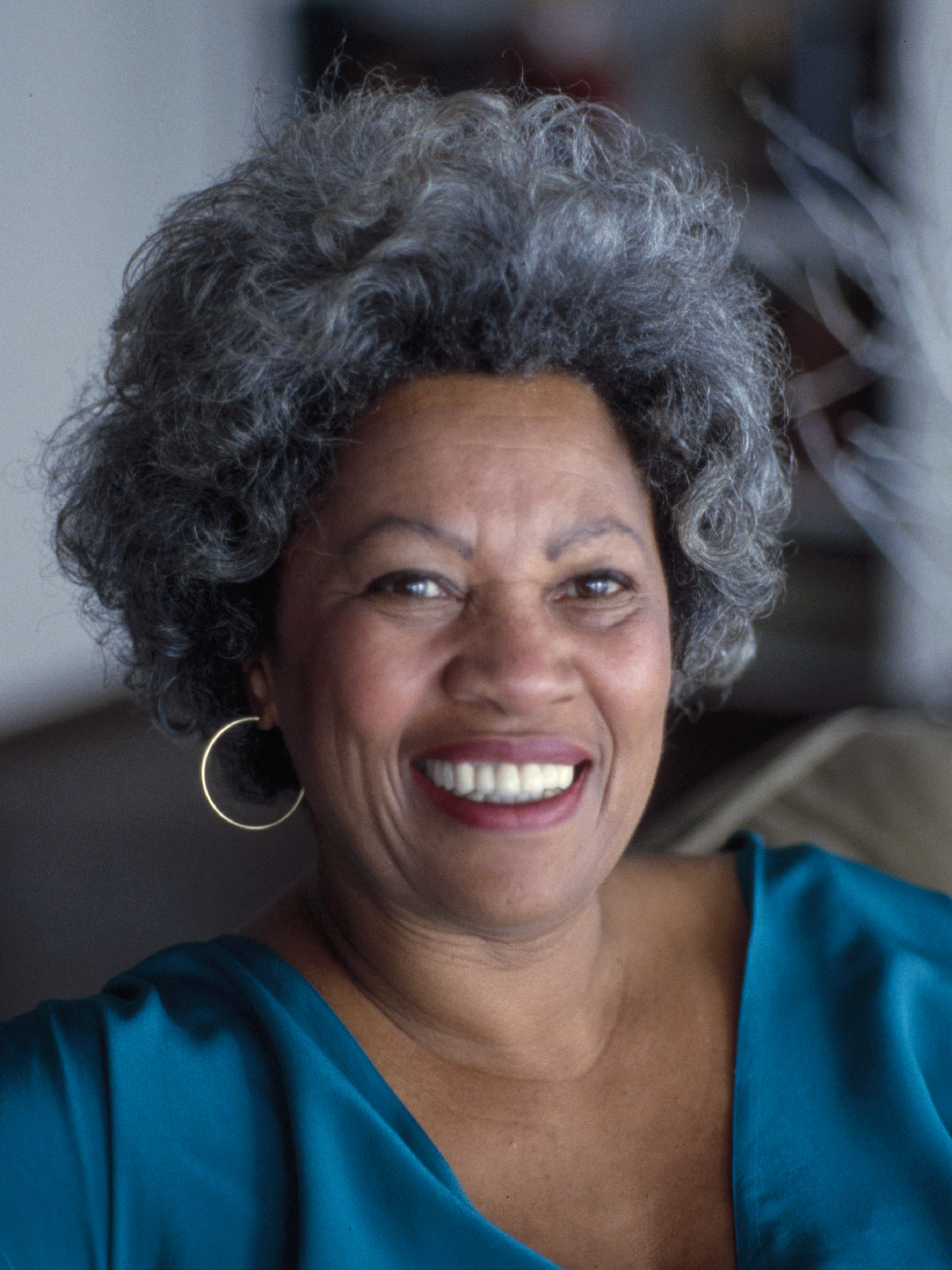
Toni Morrison (1931-2019), prix Nobel de littérature en 1993.

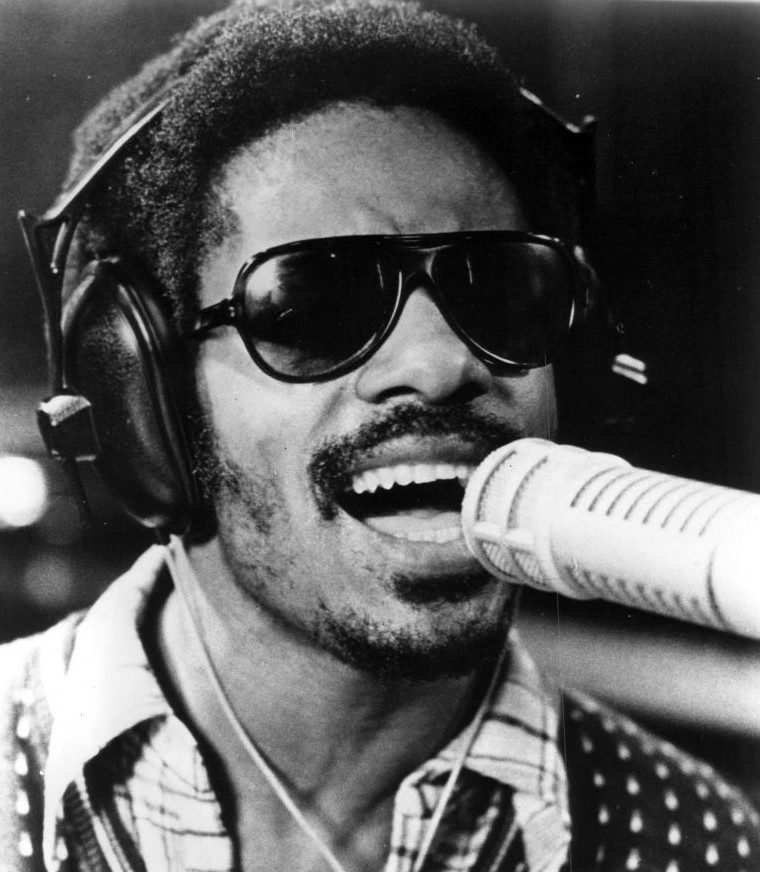
Le musicien Stevie Wonder.

Aux États-Unis, la culture afro-américaine ou culture noire désigne les diverses traditions culturelles des communautés afro-américaines qui ont contribué à la culture américaine dans la littérature, la peinture, la sculpture, la musique, la chorégraphie, le théâtre, la photographie, le cinéma, etc. Depuis 1976 est célébré officiellement aux États-Unis le Mois de l'histoire des Afro-Américains, afin de rappeler les contributions des Afro-Américains à l'histoire et à la culture américaine. Ce mois est suivi en 1979 par une autre célébration officielle le Mois de la reconnaissance de la musique afro-américaine qui est une invitation à la population américaine à étudier la musique afro-américaine, de l'étudier et de reconnaître sa contribution à la culture. À ces célébrations officielles promulguées chaque année par le président des États-Unis s'ajoutent des jours de célébration officielle d'une personnalité afro-américaine comme le Martin Luther King Day, le Rosa Parks Day, le Harriet Tubman Day, le Malcolm X Day...
Les Afro-Américains sont officiellement définis par le bureau du recensement des États-Unis comme des personnes ayant des origines parmi les différentes ethnies noires d'Afrique. Leur culture plonge ses racines dans celles des diverses cultures africaines des royaumes et empires africains d'où sont issus les esclaves qui furent vendus en Amérique. Malgré le fait que ces esclaves aient été empêchés de pratiquer librement leurs traditions culturelles, plusieurs d'entre elles survécurent et se sont trouvées mêlées à des éléments de la culture des Blancs américains d'ascendance européenne.

## Définition de la culture
Selon différents anthropologues (Émile Durkheim, Caprice Hollins, Paula Rubel, Abraham Rosman, Melvin Ember (en)...), la culture se définit comme les divers moyens par lesquels un groupe ethnique s'exprime de façon propre. Étudier la culture d'un peuple, d'une minorité, d'un village est la voie la plus sûre pour comprendre leurs comportements, leurs valeurs, leurs normes sociales, leurs rapports à la vie, à la mort. La culture est porteuse de traditions parce qu'elle se transmet de génération en génération de façon orale, gestuelle, écrite, par des rites spécifiques, des manières de vivre. C'est à partir de cette définition qu'il faut se poser la question : qu'est-ce qui a été transmis des premières générations d'Afro-Américains, généralement vendus comme esclaves jusqu'aux enfants afro-américains d'aujourd'hui, quels sont les invariants qui persistent à travers le temps et les différents espaces (États esclavagistes puis ségrégationnistes du Sud et États abolitionnistes du Nord de la côte Est) ? Comment se sont passés les divers processus d'acculturation, quels sont les points de résistance, les points d'assimilation ? Quel est l'héritage afro-américain au sein de la culture américaine et quel est son avenir ? C'est en répondant à ces diverses questions que la culture afro-américaine va pouvoir se définir.

## Contexte historique et démographique

### Esclaves importés d'Afrique par les Européens

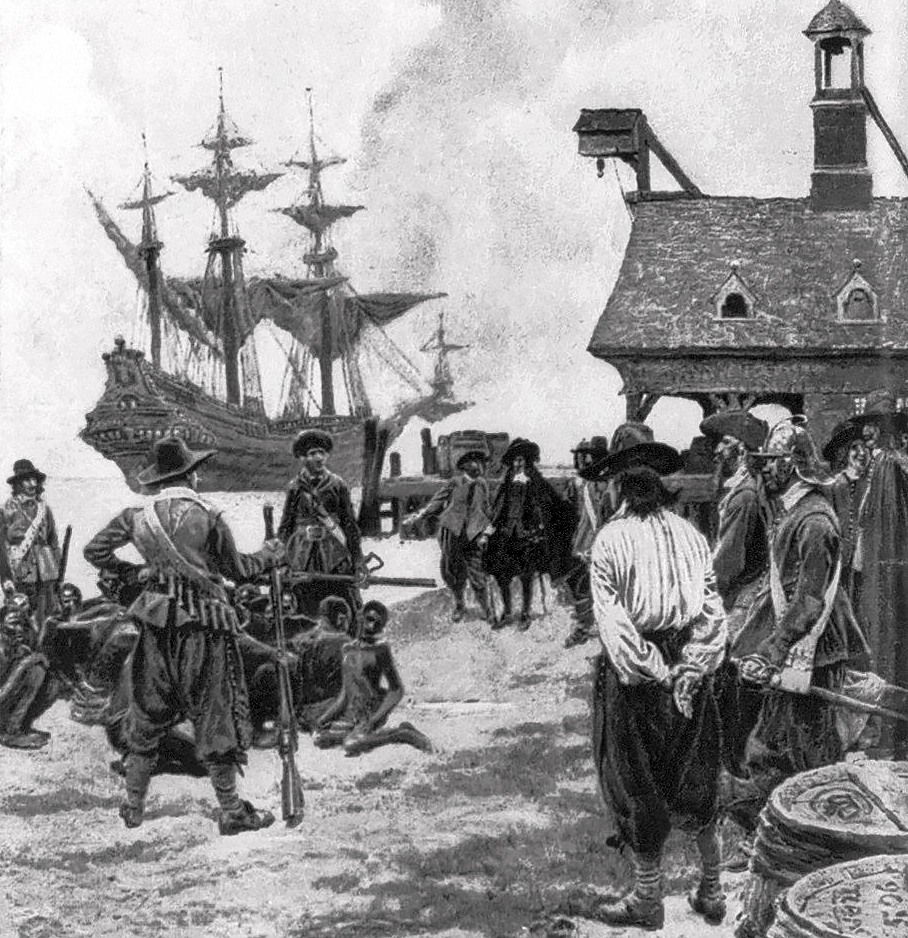
Premier débarquement d'esclaves noirs à Jamestown en 1619, par Howard Pyle.

La première trace d'arrivée d'Africains sur le sol américain remonte à 1619 à Jamestown dans la colonie de Virginie, (un an avant les Pères pèlerins du Mayflower) : un colon blanc de Virginie relate qu'en cette année une vingtaine de Noirs sont arrivés à terre près de Jamestown à bord d'un bateau de commerçants hollandais qui s'étaient emparés d'un navire négrier espagnol, il est noté que chacun d'entre eux avait reçu un nom « chrétien » à la suite d'une cérémonie baptismale simplifiée. La colonie de Virginie est alors au début de la période connue sous le nom de « grande migration » durant laquelle sa population passe de 450 à 4 000 résidents. Son taux de mortalité reste toutefois extrêmement élevé, principalement à cause des maladies infectieuses, de la malnutrition et des combats fréquents avec les autochtones amérindiens. Le manque de main-d'œuvre est persistant. Le navire néerlandais présentant de sérieuses avaries, un accord est conclu pour faire des esclaves la contrepartie de la nourriture et des réparations. Les Espagnols baptisaient généralement leurs esclaves en Afrique avant leur départ vers les colonies. Or le droit anglais considérait que les chrétiens baptisés ne pouvaient être esclaves, de sorte que ces Noirs sont devenus dans la colonie de Virginie « travailleurs sous contrat », certains retrouvant même la liberté et devenant propriétaire de terres, tel Anthony Johnson, considéré comme l'un des premiers propriétaires d'esclaves légaux aux États-Unis.

### Début du processus d'émancipation
Des Africains réduits en esclavage aux États-Unis vont tenter de résister en se révoltant ou en s'échappant, mais sans réussir à changer le système esclavagiste.

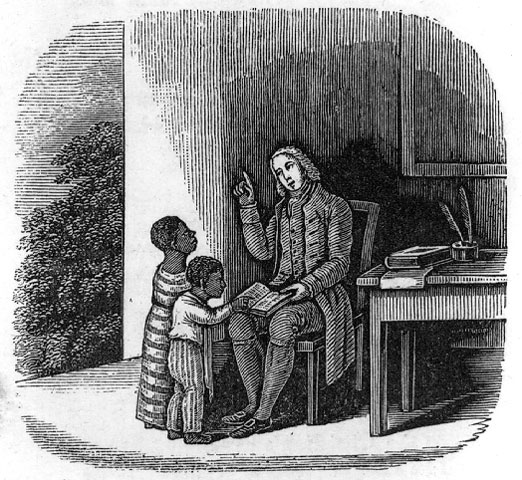
Antoine Bénézet fondateur de la Pennsylvania Abolition Society.

L'influence des Quakers marque probablement la première étape historique vis-à-vis de l'émancipation des Afro-Américains, et donc la possibilité de s'intégrer dans la société américaine. Les Quakers sont les premiers à militer de façon organisée contre l'esclavage et à questionner le droit d'une personne à en posséder une autre en tant qu'esclave. Sous l'impulsion d'Antoine Bénézet et John Woolman, des actions contre l’esclavage se créent, c'est ainsi qu'apparaît la première société antiesclavagiste américaine, la Pennsylvania Abolition Society à Philadelphie le 14 avril 1775,. Benjamin Franklin et Benjamin Rush les rejoignent pour demander l'abolition de l'esclavage. Cette première société fait des émules dans tous les états, du Massachusetts jusqu'en Virginie, comme la New York Manumission Society fondée en 1785,. En 1783, le Maryland interdit la vente et l'importation des esclaves.
Plusieurs Afro-Américains ont combattu aux côtés des insurgés lors de la Guerre d'indépendance, on estime leur nombre à 5 000 répartis en trois régiments dirigés par des officiers afro-américains. Plusieurs de ces soldats se sont illustrés pour leurs hauts-faits militaires, et espéraient que leur dévouement à la cause de l'Indépendance serait récompensées par l'abolition de l'esclavage et leur citoyenneté pleine et entière américaine.
Malgré le poids de Benjamin Franklin devenu président de la Pennsylvania Abolition Society et celui de toutes autres sociétés abolitionnistes qui ont présenté un mémoire au Congrès pour l'abolition de l'esclavage et la reconnaissance de la citoyenneté des Afro-Américains, c'est un échec. Sous la pression des riches propriétaires des plantations de la Caroline du Sud et de la Géorgie, afin d'éviter un éclatement entre les États du Sud et ceux du Nord, un compromis est établi par l'alinéa 1 de la section 9 de l'article premier de la Constitution des États-Unis. Il y est écrit : « L'immigration ou l'importation de telles personnes que l'un quelconque des États actuellement existants jugera convenable d'admettre ne pourra être prohibée par le Congrès avant l'année 1808, mais un impôt ou un droit n'excédant pas 10 dollars par tête pourra être levé sur cette importation ». Cette disposition ambiguë autorise, sans reconnaître l'esclavage, l'importation d'esclaves, et donc de façon implicite le droit d'en posséder. Les deux textes fondateurs des États-Unis, la Déclaration d'indépendance de 1776 et la Constitution des États-Unis de 1787, étant équivoques, ils ne permettent ni aux esclavagistes ni aux abolitionnistes de s'y appuyer, laissant la porte ouverte aux débats. Ainsi commence la longue histoire des Afro-Américains dans leur quête de leur citoyenneté américaine et des droits civiques qui y sont liés, de leur identité et de leur insertion dans la société et la culture américaine.

### Situation au lendemain de l'Indépendance

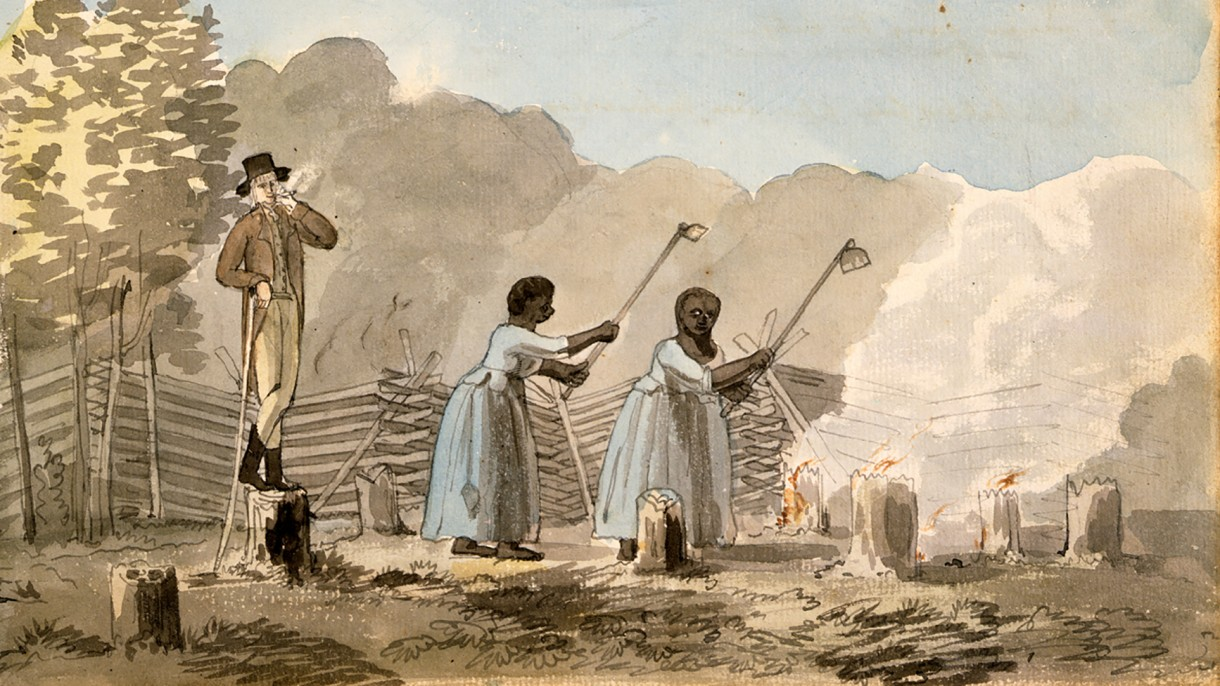
Plantation esclavagiste près de Fredericksburg en Virginie, vers 1798.

Selon le recensement de 1790, il y a 753 430 Afro-Américains, dont un petite minorité (59 166) sont libres, pour une population de 3 140 207 Blancs, le nombre des esclaves représentant 18 % de la population totale,. La grande majorité d'entre eux, 89%, vivent dans les États du Sud (Géorgie, Caroline du Nord, Caroline du Sud, Virginie) là où se concentrent les plus forts besoins de main-d'œuvre liés aux grandes plantations, alors que la population d'esclaves diminue fortement dans les états du Nord, voire disparaît complètement et l'esclavage est aboli par les lois des États comme le Vermont, le Massachusetts, l'État de New York, le Massachusetts, le New Hampshire, le Rhode Island et autres dès la fin du XVIIIe siècle (mais il demeure que l'esclavage sera aboli définitivement sur l'ensemble du territoire des États-Unis par le treizième amendement du 6 décembre 1865 abolissant l'esclavage),,,.
Une fois que l'indépendance fut acquise, les différents États esclavagistes établirent des Codes de l'esclavage (Slave Codes) afin de pouvoir maîtriser et contrôler les esclaves et optimiser leurs travaux. Ainsi un esclave ne pouvait ni ester en justice ni témoigner dans un procès sauf contre un autre esclave ou un affranchi, ne pouvaient pas signer de contrats, ne pouvait généralement rien posséder en propre ; dans certains états comme celui du Mississippi, il était interdit aux esclaves de jouer d'un instrument de musique ou d'apprendre à lire et écrire. L'instruction des esclaves était la plupart du temps le fait de leurs propriétaires, de rares écoles seront accessibles aux esclaves vers les années 1840, au contingentement limité et avec bien entendu une autorisation de leurs propriétaires qu'ils doivent toujours avoir sur eux. Seuls les Afro-Américains libres des États anti-esclavagistes peuvent s'instruire dans des écoles la plupart du temps ségréguées. Les relations des esclaves aux Blancs étaient réduites au strict minimum, lors de leur temps de repos aucune assemblée ne pouvait se tenir sans la présence d'un Blanc, la moindre incartade était sanctionnée par le fouet et par la peine de mort à la moindre rébellion, leur liberté d'aller et venir était contrôlée par une police des esclaves. Dans certains États, l'arbitraire des propriétaires était régulé par des tribunaux dédiés aux crimes et délits commis par les esclaves, tribunaux où dans le meilleur des cas les jurés étaient tous blancs et dans le pire des cas étaient aux mains des propriétaires d'esclaves, les peines étaient le plus souvent le fouet, afin d'éviter un temps de prison pendant lequel l'esclave ne travaillerait point, la peine de mort visait des crimes bien précis vol à main armée, viol, rébellion, cela encore pour préserver la main-d'œuvre.

### Une première étape, la fin de la traite négrière

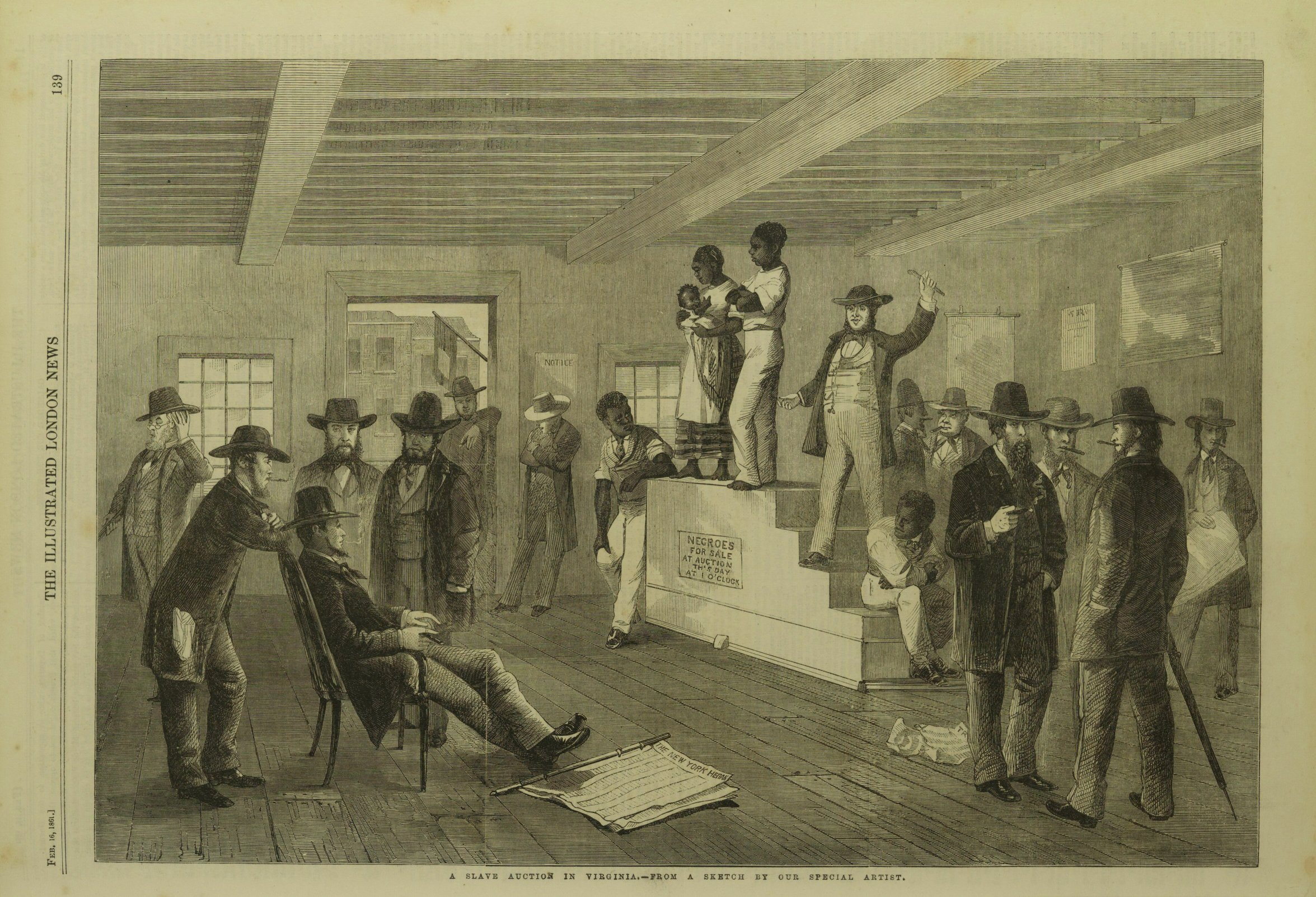
Vente aux enchères d'esclaves en Virginie, le 2 juin 1861.

La constitution ayant mis une date butoir pour l'importation des esclaves à savoir l'année 1808, les sociétés abolitionnistes et les Afro-Américains libres vont régulièrement faire du lobbying pour abolir l’esclavage en même temps que l'arrêt de la traite négrière. Une première étape est franchie en décembre 1805 quand le sénateur du Vermont, Stephen R. Bradley présente un projet de loi visant à abolir la traite négrière à partir du 1er janvier 1808, mais après une seconde lecture, le projet est ajourné, en février 1806, le représentant du Massachusetts, Barnabas Bidwell fait une proposition de loi allant dans le même sens, mais qui reste lettre morte. Finalement c'est le président Thomas Jefferson qui lors de son discours du 2 décembre 1806, reprend le projet de loi, et le 2 mars 1807 est promulgué l'Act Prohibiting Importation of Slaves qui interdit la traite négrière à partir du 1er janvier 1808, loi assortie de sanctions financières pour quiconque braverait l'interdit (amendes allant de 800 $ à 20 000 $). Malgré cela, des planteurs, des armateurs, et des marchands d'esclaves ont continué à maintenir un marché souterrain de vente d'esclaves. Mais si l'importation d'esclaves est devenue illégale, en revanche les transactions d'achats et de ventes des esclaves sont maintenues à l'intérieur des États-Unis,,. Au total ce sont environ 348 000 Africains qui auront été importés par la traite négrière aux États-Unis jusqu'en 1810, chiffre auquel il faut rapporter une traite clandestine de 51 000 autres Africains entre 1810 et 1870 soit un total d'environ 400 000 personnes. Ne sont comptées que les personnes arrivées à bon port, ne figure pas le nombre de morts liés aux conditions de transports.

## Naissance et de la culture afro-américaine

### Une diversité de peuples
Les Africains arrivés sur le territoire des Treize colonies par la traite négrière occidentale sont issus de divers royaumes africains, dont principalement l'empire du Ghana, l'empire du Mali, l'Empire songhaï et le florissant empire du Congo, États habités par diverses ethnies : Ashantis, Mandingues, Peuls, Sosos, etc., chacune ayant sa culture et son économie propres.

### Une idée reçue
Contrairement à une idée reçue, les diverses cultures africaines n'ont pas été détruites par l'esclavage, les archéologues ont mis au jour divers artéfacts prouvant la persistance de ces cultures : colliers, cratères pour herbes médicinales, amulettes, coquillages et pierres ornées, cristaux de quartz taillés, statuettes, etc. Dans le Maryland des fouilles pratiquées dans une ancienne plantation ont mis au jour divers artéfacts religieux semblables à ceux utilisés par les Bakongo, ethnie africaine originaire de l'actuel bassin du Congo. D'autres fouilles ont prouvé que des pratiques purement africaines ont perduré durant le XIXe siècle (amulettes, statuettes, os sculptés, pierres taillées, perles de verre, pièces percées, céramiques, médecine traditionnelle). Cela montre que les esclaves ont su résister pour préserver leurs liens, leurs familles, contre des conditions niant leur humanité. Les premières rencontres entre pratiques culturelles africaines et pratiques culturelles américaines se sont faites par la médecine traditionnelle africaine où des propriétaires d'esclaves ont fait appel à cette médecine pour leur propre soin et certains Blancs ont fait appel à des mages africains pour des sorts divers.
Le mouvement d'acculturation s'est fait principalement selon deux axes, le premier étant le mélange des différentes ethnies sur une même aire donnant naissance à de nouvelles pratiques culturelles à partir de points communs, le second axe étant celui de la rencontre avec la culture européenne avec des variations selon la proximité avec leurs maîtres, la situation de l'esclave ouvrier agricole dans une plantation du sud n'était pas la même que celle du domestique dans une famille de Boston ou de Philadelphie,,.

### Des valeurs communes?

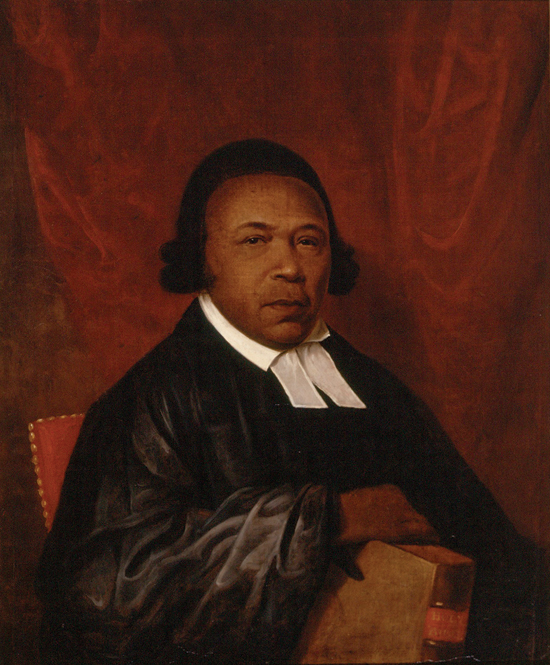
Absalom Jones (1746-1818), premier évêque afro-américain.

Ce qui donne une unité culturelle, ce sont des valeurs communes auxquelles chacun adhère et aspire à leur effectivité. Les valeurs constitutives des États-Unis telles qu'elles sont formulées dans la Déclaration d'Indépendance et dans la Constitution sont celles de la liberté, de l'égalité, de la justice et de la poursuite du bonheur, valeurs auxquelles les Afro-Américains aspirent dès leurs premiers leaders du XVIIIe siècle et de la première moitié du XIXe siècle comme Absalom Jones, Richard Allen, James Forten, Robert Purvis, aspiration qui seront déçues malgré les espoirs du treizième amendement du 6 décembre 1865 abolissant l'esclavage, du quatorzième amendement de 1868, accordant la citoyenneté à toute personne née ou naturalisée aux États-Unis et interdisant toute restriction à ce droit, et du Quinzième amendement de 1870, garantissant le droit de vote à tous les citoyens des États-Unis. En effet, leurs applications seront entravées dans les états du Sud, par les lois Jim Crow, et par les divers règlements légalisant différents formes de ségrégation raciale. Déceptions qui conduiront des leaders à se déchirer entre les tenants de Booker T. Washington qui prônent un développement séparé et ceux de W. E. B. Du Bois, de James Weldon Johnson puis de la National Association for the Advancement of Colored People qui revendiquent l'abolition des lois Jim Crow et l'application de leurs droits constitutionnels, combat qui aboutira par l'adoption dans les années 1960 de différentes lois fédérales comme le Civil Rights Act de 1964, le Voting Rights Act de 1965 et le Civil Rights Act de 1968 prohibant toutes les lois et réglementations ségrégatives sur l'ensemble des États-Unis. Cette histoire jalonnée par l'esclavage, la ségrégation, le racisme de la société blanche, le renvoi permanent à sa couleur de peau… crée une tension dans l'expression culturelle des Afro-Américains entre l'affirmation d'être américaine et la revendication de sa spécificité de par son héritage africain, entre intégration culturelle, communautarisme et africanisme,.

### Les pionniers duXVIIIesiècle
Les premiers Afro-Américains qui se font connaître pour leurs contributions culturelles apparaissent au cours du XVIIIe siècle.

#### Littérature

##### Phillis Wheathley

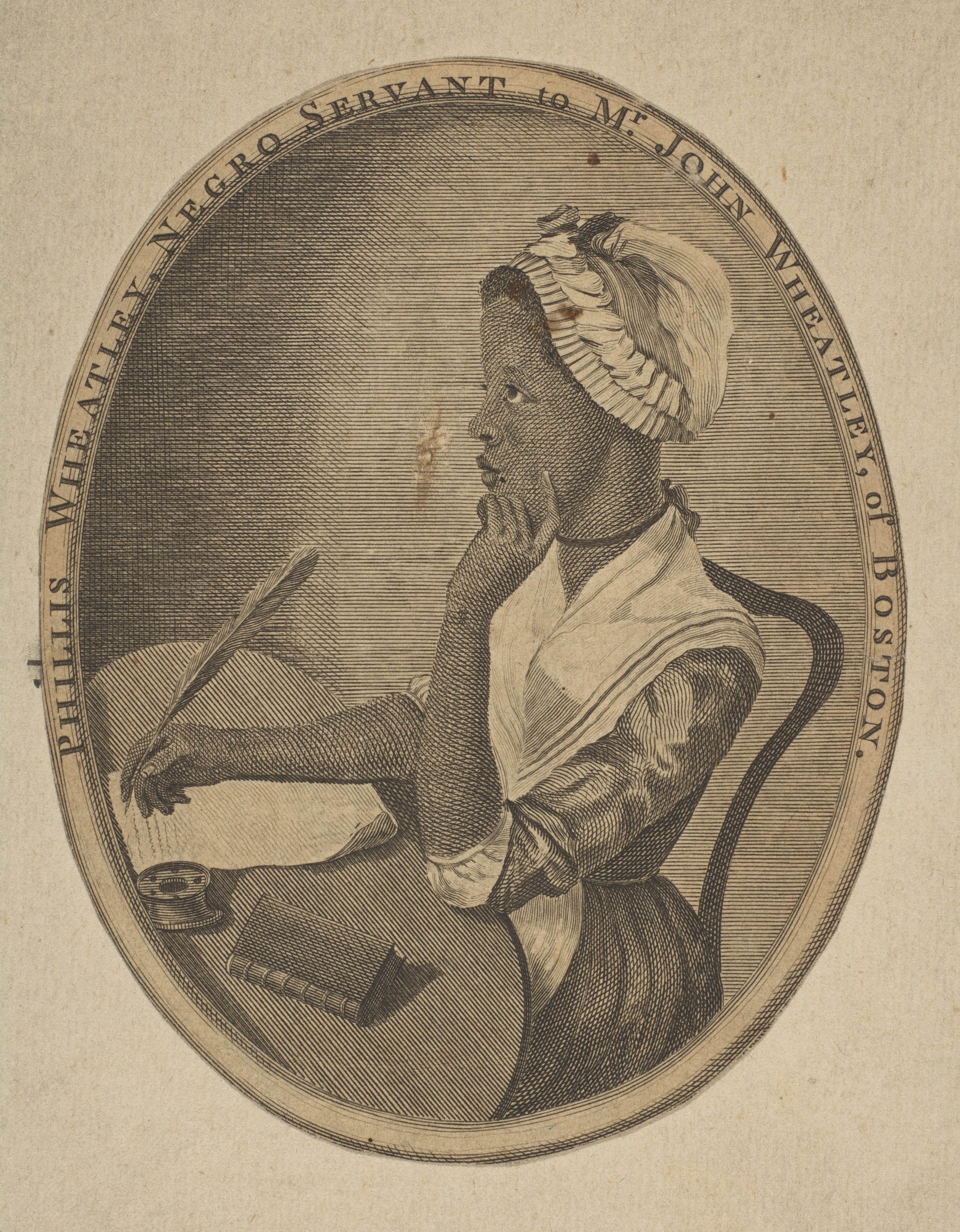
La poétesse et ancienne esclave Phillis Wheatley (1753-1784).

Une figure s'impose, Phillis Wheatley (1753-1784), première poète afro-américaine et l'une des premières femmes américaines à publier un recueil de poésie, son importance est telle qu'elle est surnommée la « Mère de la littérature afro-américaine ». De ses origines, on connait peu de choses, on ne sait ni quel est son nom de naissance, ni quel est son lieu de naissance précis (Sénégal ou Gambie). Elle et des membres de sa famille sont capturés par des chasseurs d'esclaves en 1761. Elle et 200 autres Africains sont vendus à un navire négrier « The Phillis », appartenant à un marchand d'esclaves Timothy Fitch et commandé par le capitaine Peter Gwinn. Elle ne reverra plus les membres de sa famille. Les Africains les plus robustes sont vendus dans les ports des colonies du Sud pour servir d'esclaves dans les plantations de coton ou de tabac, les plus jeunes et les plus faibles sont vendus à Boston pour servir de domestiques ou de main-d'œuvre auprès d'artisans,,.
De faible constitution, elle est achetée pour « trois fois rien » à Boston par John Wheatley, un riche marchand de la ville. Remarquant la santé fragile de Phillis (elle souffrait d'un asthme chronique voire de la tuberculose), John Wheatley la destine à être servante auprès de son épouse Susannah Wheatley. Notant que la fillette a deux de ses incisives centrales supérieures de lait de tombées, il en déduit qu'elle doit avoir 7 ou 8 ans, c'est ainsi que sa date de naissance probable est fixée vers 1753, mais pas plus tard que 1754,.
Au bout de quelques mois Phillis parle couramment l'anglais, les Wheathley découvre également qu'elle a appris l'alphabet toute seule, ils se prennent d'affection pour cette jeune fille et vont davantage la considérer comme une membre de la famille que comme une esclave. Ils demandent à leurs enfants Mary et Nathaniel de lui apprendre à lire et à écrire, puis constatant ses progrès rapides, ils demandent à leur fille Mary de lui servir de précepteur. Mary Wheathley lui apprend la littérature anglaise, le latin et le grec, lui fait étudier la Bible, la mythologie grecque, elle lui fait lire les œuvres d'Homère traduites par Alexander Pope, lui apprend l'astronomie et la géographie, lui donnant ainsi la meilleure éducation possible qu'une jeune femme de son époque pouvait recevoir. Maîtrisant rapidement la langue littéraire anglaise, Phillis publie son premier poème On Messrs Hussey and Coffin le 21 décembre 1767 dans le Newport Mercury alors qu'elle n'est âgée que de 14 ans. Les Wheathley l'affranchissent en 1773,,,,,,,.
Susannah Wheatley devient la mentore de Phillis, elle invite des personnalités de la haute société bostonienne pour s'entretenir avec la fantastique (en) Dark child from Africa. Elle l'emmène également dans des salons de diverses figures éminentes de Boston comme le gouverneur Thomas Hutchinson, le lieutenant gouverneur Andrew Oliver, le juriste John Hancock. Lors de ces visites Phillis se fait connaitre par ses conversations sur la Bible et la littérature anglaise. En bref, Phillis devient un sujet d'admiration au sein des personnes cultivées de Boston,.
Phillis grandit dans un milieu imprégné par les valeurs puritaines et elle-même s'est convertie au christianisme sous l'impulsion de son amie et préceptrice Mary Wheatley qui lui a fait découvrir la Bible. Le puritanisme bostonien, comme le méthodisme sont alors traversés par le mouvement spirituel dit du Grand réveil (Great Awakening) empreint des idées de John Wesley. Celui qui diffuse les idées de ce mouvement à Boston est le prédicateur et théologien calviniste George Whitefield. Ce dernier répétait le message fondamental du Grand réveil : le salut est offert à tous, que tout être humain peut obtenir la grâce divine, et la conviction que les droits naturels avaient été donnés par Dieu et qu'ils sont par conséquent inaliénables et fondamentaux. Phillis, comme d'autres Afro-Américains (Richard Allen, Absalom Jones, William White, Daniel Coker), adhère pleinement à ces thèses religieuses qui auront une profonde influence sur sa vie et sur ses écrits,,,,.
Les premières lectures publiques des œuvres de Phillis Wheatley dans les salons de la bourgeoisie bostonienne ayant suscité l'admiration, il est temps de franchir l'étape de l'édition. Pour contourner les réticences des imprimeurs de Boston, Susannah Wheatley et Phillis se rendent en Angleterre, où le livre est édité à Londres avec une préface spécifiant que ces poèmes ont été écrits par « Phillis, une jeune fille noire, qui a été amenée il y a quelques années, comme une barbare inculte d'Afrique, mais ne l'a jamais été, et est maintenant, sous le désavantage de servir comme esclave dans une famille de sa ville de Boston ». De retour à Boston, Susannah Wheatley veut diffuser le livre de Phillis, elle en sa possession un manuscrit contenant 39 poèmes, la préface et l'attestation confirmant que Phillis est bien l'auteure des poèmes. Elle trouve l'appui de Selina Hastings, comtesse Huntingdon qui d’Angleterre use de toute son influence auprès des méthodistes et des presbytériens de Boston pour soutenir la jeune Phillis.
Le succès de Phillis est tel qu'il suscite des controverses, le contexte culturel britannique est empreint d'une idée selon laquelle les Européens seraient supérieurs aux autres peuples, idée relayée entre autres par le philosophe David Hume et reprise même par le grand Emmanuel Kant qui commentant David Hume, écrit que même parmi les Noirs affranchis présents un peu partout dans le Nouveau Monde, aucun d'entre eux n'a montré de capacités particulières. Des personnalités comme Thomas Jefferson estimaient que les Africains étaient apparentés aux singes, même si plus tard il évolua devint un anti-esclavagiste et encouragera la création d'écoles pour les Afro-Américains. Dans ce contexte de racisme oscillant entre le paternalisme et le mépris, les écrits de Phillis sont une bombe remettant en question les idées reçues de l'époque. Si Phillis était bien l'auteure de ses écrits alors cela serait la démonstration que les Africains sont bel et bien des êtres humains au même titre que les Blancs et qu'ils doivent être affranchis, en revanche si Phillis n'était qu'un perroquet répétant les mots appris par cœur cela serait une autre chose. C'est pourquoi, il fallait trancher la question au sein d'une assemblée qui vérifierait l'authenticité des écrits de Phillis. C'est dans ce climat particulier, que sur l'initiative de John et Susannah Wheatley est organisée une réunion où la jeune Phillis pourra faire la preuve de son talent littéraire et par delà son cas c'est l'humanité des Africains qui sera examinée. Cet événement a lieu le 8 octobre 1772, y sont conviés un aréopage de 18 notables de Boston, qui de façon générale devront répondre à la question : « Un Nègre est-il capable de produire des oeuvres littéraires ? ». Cette assemblée qui prenait une tournure d'examen voire d'investigation se tint dans la maison municipale de Boston. Phillis se présente avec les manuscrits de 12 de ses poèmes. Parmi les personnes qui vont la questionner, il y a des personnes qu'elle connait déjà car faisant partie du cercle d'amis de Susannah Wheatley comme Thomas Hutchinson, James Bowdouin, John Hancock, Thomas Young, etc. Siègent également Andrew Oliver, le révérend Mather Byles (en), Joseph Green (poet) (en), le révérend Samuel Cooper (clergyman) (en), le révérend Samuel Mather, Thomas Hubbard (un marchand d'esclaves), le révérend Charles Chauncy (1705–1787) (en), etc.
Les échanges entre Phillis et ses examinateurs n'ont pas été transcrits, mais à la fin, de façon unanime, ils signent une déclaration dans laquelle, ils attestent « à la face du monde » que Phillis est bel et bien l'auteure des poèmes qui lui sont attribués et qu'elle possède toutes les compétences pour cela. Cette attestation sera reprise dans la préface de son livre, Poems on Various Subjects, Religious and Moral, édité en 1773 à Londres, où il avait été publié faute d'avoir été accepté à Boston. Phillis et son fils aîné Nathaniel Wheatley se rendent alors à Londres, où Selina Hastings, comtesse de Huntingdon, et le comte de Dartmouth aident à sa publication, où la critique fut positive,.Les suites de cet examen réussi qui permettra et la publication de son livre n'est pas seulement la reconnaissance de Phillis comme auteure elle est aussi la première reconnaissance de la littérature afro-américaine et des aptitudes des Noirs à écrire de la poésie, à contribuer à la culture. C'est pourquoi ce livre sera lu et commenté au sein des salons littéraires et philosophiques, livre qui renverse les opinions racistes, ainsi Voltaire écrit que « l'oeuvre de Phillis est la preuve que les Noirs peuvent écrire de la poésie ». Très rapidement dans les cercles des Lumières, Phillis devient un sujet de discussion, elle devient une célébrité au sein des salons européens. Cette reconnaissance fait que Phillis sera surnommée la « Mère de la littérature afro-américaine »,,.
Si l'œuvre de Phillis est utilisée par les abolitionnistes comme Benjamin Franklin et autres membres de la Pennsylvania Abolition Society, d'autres comme Thomas Jefferson, riche planteur esclavagiste, émettent des réserves, ainsi il écrit avec dédain : « Certes, la religion a généré une Phillis Wheatley, mais pas une poète, les poèmes parus sous son nom ne méritent point qu'on s'y attarde pour les commenter ». Si Thomas Jefferson n'apparente plus les Africains aux singes, il reconnait qu'ils sont dotés d'une âme, qu'ils appartiennent à l'humanité, mais restreint leurs capacités cognitives à l'expression des sentiments et de la foi religieuse, mettant en doute leurs capacités dans les domaines scientifiques, par ailleurs il reconnait que le développement des Africains dépend de l'environnement et se montre favorable à leur procurer un enseignement scolaire, mais un enseignement scolaire ségrégué et paradoxalement lors de sa présidence (1801-1809), il soutiendra un projet de loi, l'Act Prohibiting Importation of Slaves, promulgué le 2 mars 1807 qui interdit la traite négrière à partir du 1er janvier 1808. Les réticences de Thomas Jefferson, de par son autorité en tant qu'un des Pères fondateurs des États-Unis, seront reprises par bien des personnes pour justifier l'infériorité des Noirs vis-à-vis des Blancs et le maintien de l'esclavage.
La reconnaissance de Phillis est une demi-victoire, elle est reconnue comme Mère de la littérature afro-américaine, mais avec les restrictions émises par Thomas Jefferson. L'un des buts des mouvements d'émancipation menés par des Afro-Américains sera de montrer la fausseté de l'opinion de Thomas Jefferson. La dénonciation de l'idée fausse que Thomas Jefferson aurait été un anti-esclavagiste, commencera avec l'un des leaders de la communauté Afro-américaine de Philadelphie, Robert Purvis (1810-1898). Ce dernier rappelle que Thomas Jefferson était un riche propriétaire d'esclaves et qu'il a vendu la fille qu'il avait eu avec Sally Hemings, une de ses esclaves afro-américaine. L'abolitionniste afro-américain David Walker (abolitionniste) écrira de nombreux pamphlets ridiculisant le racisme de Thomas Jefferson, d'autres Afro-Américains comme William Hamilton (abolitionist) (en), Charles Lenox Remond (en), Charlotte Forten et d'autres leur emboîteront le pas. Frederick Douglass tout en saluant en Thomas Jefferson le cofondateur des institutions américaines signale également son refus à accorder la citoyenneté aux Afro-Américains, James McCune Smith (en) tiendra les mêmes propos. Derrière ces débats qui perdureront jusqu’à l'attribution du prix Nobel de littérature au Nigérien Wole Soyinka plane le fantôme de Phillis,.En septembre 1773 les premiers exemplaires de son livre sortent des imprimeries d' Arch Bell, et connait des tirages successifs. Une douzaine de gazettes anglaises et écossaises font des critiques élogieuses de son livre et en publient des extraits, en même temps, ils critiquent les Bostoniens qui ne reconnaissent pas Phillis à sa juste mesure et s'étonnent même que les Wheatley continuent à la maintenir dans la condition d'esclave. Est-ce sous l'influence de la presse britannique, quoi qu'il en soit les Wheatley affranchissent Phillis à son retour à Boston en 1773, sans que l'on sache la date précise de sa manumission. Phillis continue à vivre chez les Wheatley dans l'attente de l'arrivée de ses livres dans les librairies de Boston, les premiers volumes parviennent à Boston au début de l'année 1774. La réception des livres fait l'objet d'une campagne de presse, en janvier et février 1774, des notices sont publiées au sein de la Boston Gazette et du Boston News-Letter (en).
Le 3 mars 1774, Susannah Wheatley, l'amie et la mentor de Phillis décède à l'âge de 65 ans. Phillis exprime sa peine à son amie Obour Tanner, une Afro-Américaine comme elle avec qui elle avait l'habitude de correspondre elle lui écrit que cette mort est semblable à la perte d'une parente, d'une sœur, d'une amie tendre.
Si Phillis est affranchie, il lui faut gagner son indépendance économique, en mai 1774, elle reçoit enfin 300 exemplaires de son livre Religious and Moral Poems, envoyés par son éditeur de Londres Archibald Bell. Elle trouve facilement à les vendre, mais elle n'aurait pu les recevoir car le 1er juin 1774, sur ordre de la Couronne britannique, il est décrété un blocus du port de Boston, aucun navire ne peut y entrer ou en sortir. Ce blocus est un des dispositifs des Actes intolérables, série de lois promulguées par le Parlement du Royaume-Uni en 1774 en réponse à l'agitation croissante des Treize Colonies, en particulier à Boston à la suite d'incidents comme la Boston Tea Party. Deux des amis de Phillis vont s'opposer, John Hancock qui rejoint les rangs des Patriots et Thomas Hutchinson qui doit prendre le chemin de l'exil vers l’Angleterre.

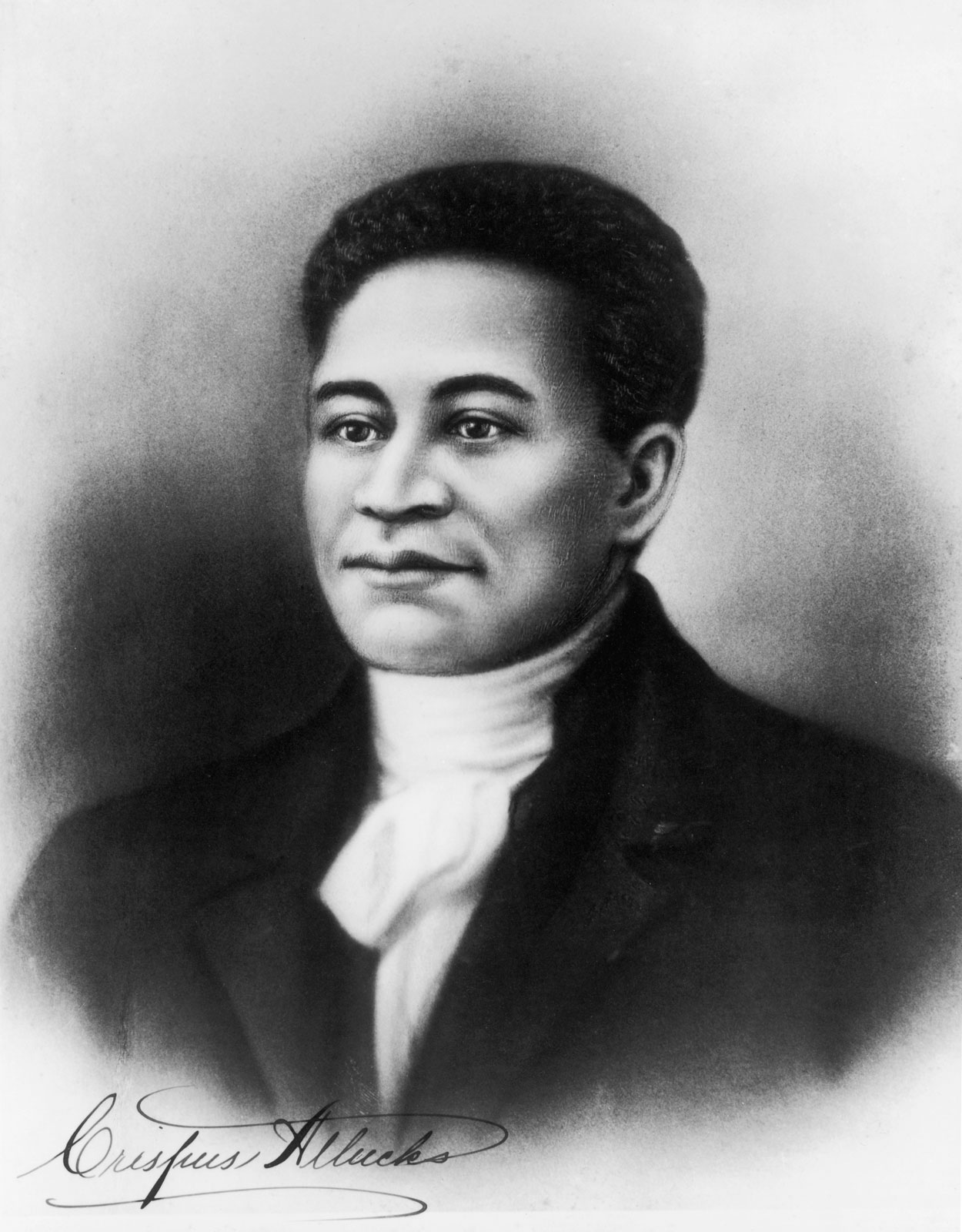
Crispus Attucks (1723-1770), militant indépendantiste tué lors du massacre de Boston.

En août 1765, des Bostoniens rassemblés sous le nom des Fils de la Liberté défilent dans les rues de Boston pour protester contre le Stamp Act instituant que dans les Treize Colonies américaines, tous les documents, permis, contrats commerciaux, journaux, testaments, livres et cartes à jouer devaient être munis d'un timbre fiscal. Les manifestants passent devant la maison des Wheathley et mettent à sac le bureau des timbres fiscaux qui est juste en face. Le mouvement des Fils de la Liberté prenant de l'importance, la Couronne britannique envoie deux régiments dotés de canons à Boston, ces troupes défilent dans la King street (actuelle State Street (Boston) (en)) où est sise la maison des Wheathley. Ce défilé militaire inspire à Phillis un poème On the Arrival of the Ships of War and Landing of the Troops, aujourd’hui perdu, mais on sait que ce poème fut repris par des indépendantistes et qu'elle avait des sympathies pour les mouvements pro-indépendance. Le 22 février 1770, à proximité de la King street, se tient une échauffourée où un adolescent âgé de 11 ans Christopher Seider (parfois orthographié Christopher Snider) est tué d'un coup de mousquet tiré par un loyaliste Ebenezer Richardson,. Phillis écrit au sujet de Christopher Seider qu'il est le « premier martyr de la cause » confirmant ainsi ses convictions indépendantiste. Ce meurtre provoque la colère des pro-indépendantistes qui manifestent dans la King street le 5 mars 1770. La troupe britannique appelée pour disperser la foule tire, cinq manifestants sont abattus : Samuel Gray, Samuel Maverick, James Caldwell, Patrick Carr et un Afro-Américain du nom de Crispus Attucks. Leurs funérailles attirent des milliers de Bostoniens, ils sont enterrés ensemble dans la tombe de Christopher Seiger au cimetière Granary Burying Ground de Boston. Cette journée sanglante est passée dans l'histoire sous le nom du Massacre de Boston qui est considéré comme le premier événement de la Guerre d'indépendance des États-Unis,. Phillis est profondément troublée par cet événement sanglant, elle compose un poème pour célébrer cette journée dont on a que le titre On the Affray in King Street, on the Evening of the 5th of March 1770.
Au début de l'année 1775, dans le cadre des Actes intolérables, la ville de Boston est occupée par une troupe de 5 000 soldats britanniques, charge aux Bostoniens de pourvoir à leurs besoins. Deux officiers britanniques ont leur quartier dans la maison des Wheatley qui lors de conversations avec Phillis lui parlent de leurs expériences en terre africaine. Phillis, en écho à ces échanges, compose un poème au titre de Reply qui est la première célébration des racines africaines faite par un Afro-Américain/e. La tonalité sereine et classique de son poème est en retrait des grondements de la révolution qui se prépare.
À partir du mois d'avril 1775 des affrontements militaires ont lieu entre les troupes britanniques et les indépendantistes à Concord et Lexington. Lors du retour des soldats britanniques sur Boston, ces derniers sont régulièrement la cible d'une guérilla quand ils traversent les forêts où des tireurs indépendantistes se cachent derrière les bosquets ou dans les arbres, la Guerre d'indépendance vient de commencer. À Boston plus de 10 000 Bostoniens se sont rassemblés pour organiser une insurrection armée contre les Britanniques, parmi ces Bostoniens figurent John Wheatley et Phillis Wheatley. Sur les recommandations de son ancien maître, Phillis et Mary Wheatley, accompagnée de son époux
John Lathrop (American minister) (en), quittent Boston pour se rendre à Providence dans le Rhodes Island. Une fois installée à Providence Phillis écrit à George Washington, qui la remercie personnellement pour un poème qu'elle a lui a joint dans missive, poème écrit en son honneur. En 1776, George Washington invite même la poète à lui rendre visite à son quartier général de Cambridge. Dans sa lettre d'invitation, il souligne la qualité de ses « vers élégants » et son « talent poétique », ajoutant qu'il serait « heureux de rencontrer un être inspiré par les muses et à qui la nature semble avoir donné toutes les grâces. »,. Quelques jours après leur rencontre, les troupes britanniques évacuent Boston le 17 mars 1776. Quand en décembre 1776, Phillis retourne à Boston, la maison des Wheatley est en ruine, la ville de Boston a subi de nombreuses destructions liées aux divers tirs de l'artillerie britannique, de nombreux amis ont soit fui, ou soit ont été tués, les prix des denrées flambent, mais bien qu'étant dans la précarité, les convictions de Phillis demeurent fortes, le 30 décembre 1776, elle compose un poème en l'honneur du général Charles Lee fait prisonnier par les Britannique, poème où elle exprime sa ferveur patriotique. Phillis dédicace ce poème à James Bowdoin, le futur gouverneur du Massachusetts, ce poème ne sera publié qu'en 1863 après sa découverte dans les archives de James Bowdouin.
Alors que la guerre fait rage, John Wheatley meurt en 1778 à l'âge de 72 ans et peu de temps après sa fille Mary Wheatley disparaît également, d'autre part Nathaniel Wheatley est à Londres. L'éloignement comme la perte de ses proches laisse Phillis dans le désarroi, elle se trouve seule pour affronter une situation dans un contexte économique chaotique du fait de la guerre et dans ces circonstances ses talents littéraires ne lui sont d'aucun secours, les préoccupations des gens sont entièrement focalisées sur l'effort de guerre et la survie. C'est dans ces temps troublés qu'elle épouse en avril 1778 John Peters, un épicier afro-américain affranchi, qu'elle connait bien parce qu'il a servi ponctuellement pour transmettre les lettres de correspondance entre elle et son amie Obour Tanner.
D'octobre à décembre 1779, elle passe des annonces dans le Evening Post and General Advertiser de Boston pour la souscription d'un recueil de 33 poèmes dédié à Benjamin Franklin, mais les temps ont changé, peu de personnes ont les moyens ou simplement l'intérêt pour acheter des livres ou lire de la poésie. Malgré cet échec, elle et son époux vivent correctement à l'abri du besoin. En 1780, après l’abolition de l'esclavage de l'esclavage dans le Massachusetts, le couple s’installe dans une maison coquette dans la rue huppée de Queen street, aujourd'hui appelée la Court street. Le couple Phillis-John Peters font partie des rares Afro-Américains à être propriétaires d'une maison et à bénéficier de revenus confortables. Bien que Phillis soit retirée de la vie littéraire, elle n'est pas oubliée, le 4 août 1778, Jupiter Hammon, un poète afro-américain qui vit chez son maître à Hartford dans le Connecticut publie une ode à Phillis Wheatley au titre de An Address to Miss Phillis Wheatley,,. Hammon ne se cite jamais dans le poème, mais en la choisissant comme sujet de son œuvre, il reconnait de facto leur lignée commune d'Afro-Américains empreints de la spiritualité calviniste et dénonçant l’hypocrisie des Blancs qui professent le calvinisme (méthodistes, quakers, presbytériens) vis à des principes d'égalité et de liberté qui en découlent,,,. Cette revendication de la fidélité aux principes du Grand éveil et contre les Blancs hypocrites qui trahissent le message de John Wesley est repris par d'autres Afro-Américains contemporains comme Cyrus Bustill (en)(1732-1806), Prince Hall (1748-1807) et conduiront des pasteurs afro-américains comme Richard Allen, Peter Williams, Christopher Rush, James Varick (en) à fonder des églises qui tout en conservant la théologie et les rites méthodistes seront strictement afro-américaines comme l'Église épiscopale méthodiste africaine (AME) ou l'Église épiscopale méthodiste africaine de Sion (AMEZ) et pour tous l'une de leurs inspirations est Phillis Wheatley.
Les difficultés financières forcent les Peters à emménager à Wilmington un village au nord de Boston. Après la reddition des troupes britanniques dirigées par le général Charles Cornwallis en 1781, suivie de l'accord de paix ou Traité de Paris signé en 1783, la guerre a pris fin, mais la situation des Américains est difficile, le pays a été ravagé par la guerre. Les Peters retournent sur Boston. En 1784, John Peters achète une licence pour vendre des spiritueux, mais d'après les archives de la ville de Boston, il connait des revers financiers, malgré tout Phillis réapparaît sur la scène littéraire, en janvier 1784, elle publie divers écrits dont une élégie en hommage à Samuel Cooper (clergyman) (en) qui vient de mourir le 29 décembre 1783. Alors que des promesses de renouveau pointent, John Peters est emprisonné pour défaut de paiement envers ses créanciers, Phillis est seule, pauvre et décède le 5 décembre 1784 âgée seulement de 31 ans dans une pension de famille.
Il faut retenir de Phillis Wheatley les grands thèmes qui vont traverser la culture afro-américaine, la double revendication d'être à la fois d'ascendance africaine et de se reconnaître pleinement américaine en adhérant aux valeurs éditées par la Déclaration d'indépendance, la Constitution américaine et le méthodisme, à savoir que tout être humain quelle que soit sa race possède des droits naturels et inaliénables donnés par Dieu comme celui de la liberté et de la poursuite du bonheur, comme d'autres à sa suite, elle utilise les récits de la Bible concernant les tribulations de peuple d'Israël soumis à l'esclavage, à la déportation et en quête de la Terre promise comme symboles et allégories des Africains déportés et soumis à l'esclavage.

##### Jupiter Hammon

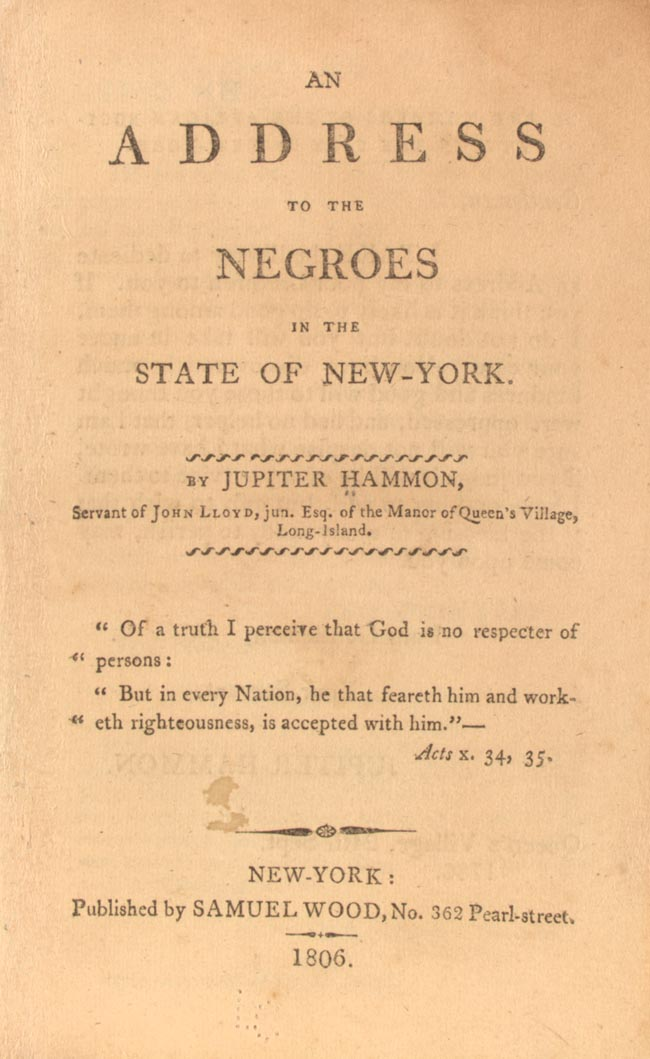
Allocution pour les Nègres de l'État de New York, par le poète afro-américain Jupiter Hammon (1711-1806).

Jupiter Hammon (1711-1806) est le premier poète afro-américain à être publié. On ne sait que très peu de choses concernant sa vie, il est né à Queens Village, il était l'esclave de Henry Lloyd, une famille d'aristocrates britanniques, qui possédaient une des plus grandes propriétés de Long Island. Grâce à John et Henry, les deux fils de son maître, qui sont nés en même temps que lui, il a pu apprendre à lire et à écrire et a pu accéder à la bibliothèque. En complément il a reçu un enseignement de la part de la Society for the Propagation of the Gospel (Société pour la propagation des évangiles), connue maintenant sous le nom de United Society Partners in the Gospel, créée par l'Église anglicane pour conforter la foi des Britanniques installés dans les colonies américaines mais aussi pour évangéliser les Nord-Amérindiens et les Afro-Américains (libres et esclaves),. Après la Guerre d'Indépendance des États-Unis, il est au service d'un des quatre fils de Henry Lloyd, John Lloyd Junior qui vit à Hartford dans le Connecticut et va s'installer dans la propriété du Queens Village. Comme d'autres Afro-Américains tels que Absalom Jones ou Richard Allen adhère au message du Grand réveil lancé par George Whitefield et John Wesley. En 1760, il écrit An Evening Thought. Salvation by Christ with Penitential Cries, en 1778, il écrit An Address to Miss Phillis Wheatley, en 1782, il publie un poème A Winter Piece, suivi par deux autres poèmes, en 1787, il publie An Address to the Negroes in the State of New-York présentée en première lecture en 1786 auprès des membres de l'African Society de New York ; Cette adresse est réimprimée par la Pennsylvania Abolition Society qui en fera plusieurs rééditions. L'ensemble de ses écrits comparent les Afro-Américains aux tribus d'Israël opprimées par les Égyptiens, thématique qui sera reprise d'autres écrivains et théologiens afro-américains, il appelle les esclaves à se montrer moralement exemplaires, voie de l'exemplarité qui selon lui conduira à l'abolition de l'esclavage, comme il appelle les maîtres à la compassion envers leurs esclaves, et il prend ses distances envers les figures montantes des Afro-américains comme Richard Allen ou Prince Hall. Il tombe dans l'oubli après sa mort, malgré ses qualités littéraires,,.

##### Olaudah Equiano alias Gustavus Vassa

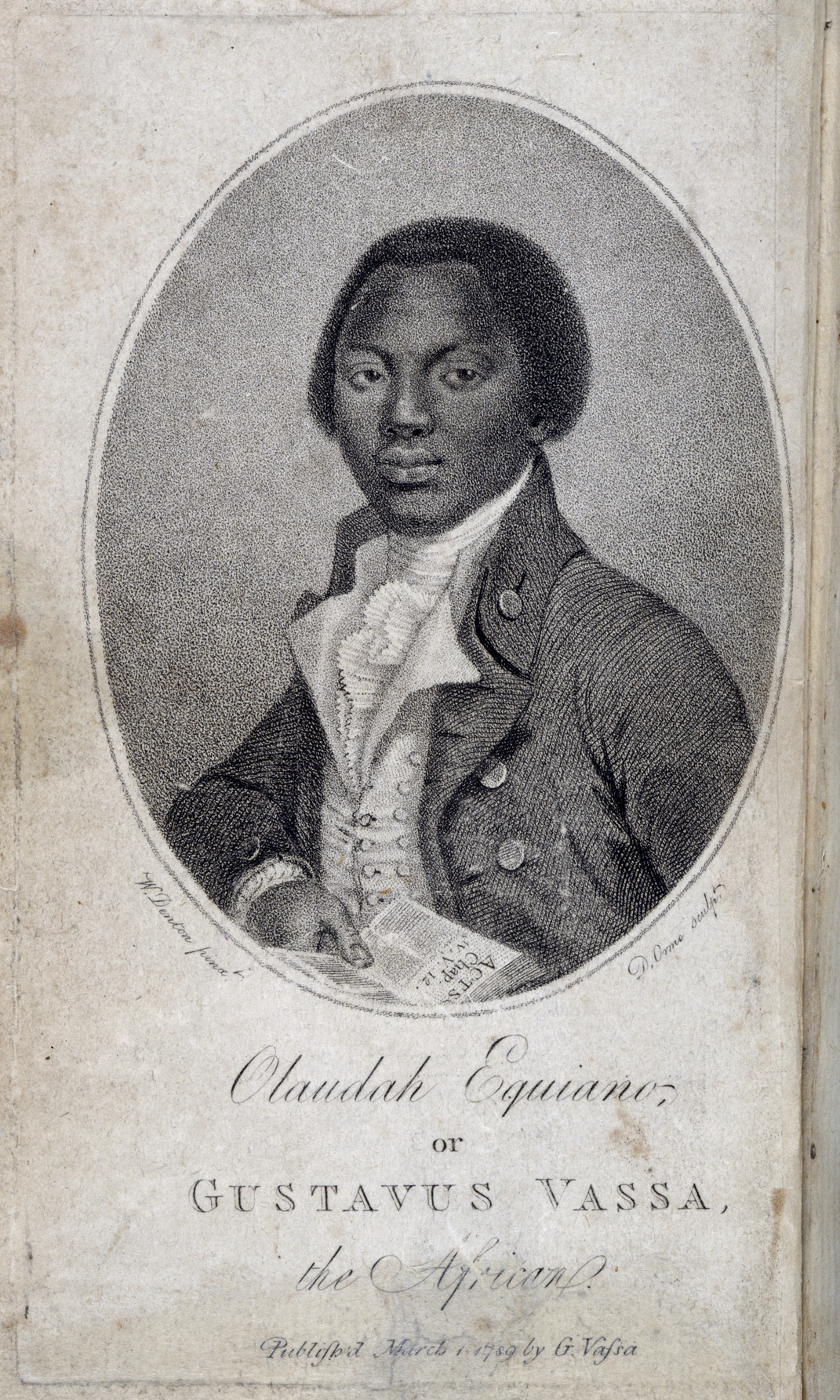
Olaudah Equiano (1745-1797), esclave affranchi devenu écrivain et militant abolitionniste.

Gustavus Vassa (1745-1797) n'est pas au sens strict du terme un afro-américain, dans la mesure où il navigué entre le Royaume-Uni, les États-Unis et l'Afrique et qu'il a passé la majeure partie de sa vie d'affranchi en Grande-Bretagne. On sait qu'il est né dans l'actuel Bénin, à ses 11 ans,, lui et sa sœur sont enlevés par des brigands africains, après des péripéties il est séparé de sa sœur et vendu à des marchands d'esclaves qui le livrent à des négriers qui le conduisent sur les côtes américaines où il est acheté par un planteur de la Virginie. Il devient l'esclave d'un officier de la Royal Navy, le lieutenant Michael Henry Pascal qui lui donne le nom de Gustavus Vassa. Il sera au service de Michael Henry Pascal, faisant office de domestique et d'homme à tout faire. Son maître lui donne une éducation qui lui permet de savoir lire et écrire. Grâce à son maître, il voyage un peu partout dans le monde. En 1763, il est vendu à Robert King, un quaker de Philadelphie, ce dernier remarque les capacités de Gustavus Vassa, et l'affranchit en 1766, en payant les 40 £ de frais de la manumission. Une fois libre, Gustavus Vassa prend la mer pour se rendre à Londres, où il gagne sa vie comme coiffeur/barbier et musicien et en profite pour perfectionner son instruction avant de reprendre la mer en tant qu'employé de service libre en 1768. En 1774, de retour à Londres, il se convertit à l'Évangélisme et va intervenir auprès des différentes sociétés abolitionnistes. Pour faire connaître le sort des Africains victimes de la traite négrière il publie un récit autobiographique The Interesting Narrative of the Life of Olaudah Equiano qui va devenir un livre de référence pour les abolitionnistes européens, américains et afro-américains et est régulièrement réédité jusqu'à nos jours, livre qui le rend aussi célèbre que Phillis Weathley,,,,,.

##### Benjamin Banneker

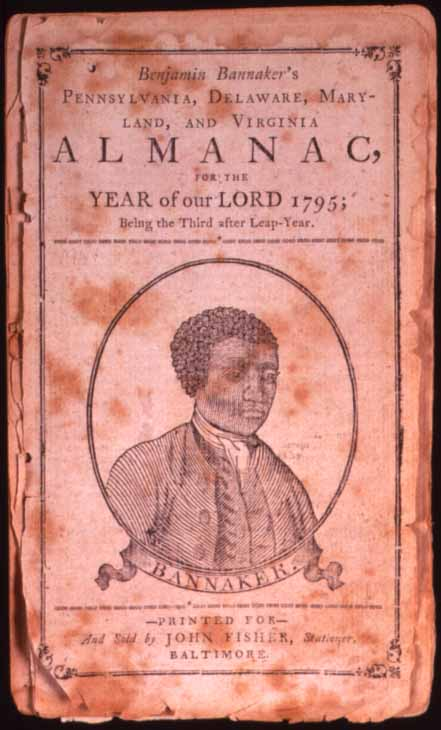
Benjamin banneker (1731-1808), astronome et mathématicien.

Benjamin Banneker est né dans ce qui deviendra la ville industrielle d'Oella, Maryland (en) dans le comté de Baltimore, il est l'aîné des quatre enfants de Robert, un esclave affranchi, et de Mary Banneker, la fille d'un esclave affranchi du nom de Banneki et d'une anglaise Molly Welsh.
À l'âge de ses 20 ans, Benjamin Banneker élabore une horloge à carillon dont chaque pièce est taillée dans le bois par ses soins à l'aide d'un couteau de poche. Il a construit cette horloge comme la résolution d'un problème mathématique, c'est-à-dire en calculant la taille des dents des différents rouages, de leurs pignons, des rapports entre les différents rouages et engrenages. Pour le carillon il utilise des pièces de métal. Benjamin Banneker dit s'être inspiré de l'observation du mécanisme d'une montre de gousset. Cette horloge si originale devient une curiosité dans la région de Baltimore et du Maryland, de nombreuses personnes viennent admirer cette horloge qui fonctionnera pendant un peu plus de 40 ans jusqu'à la mort de Benjamin Banneker,,.
Après la mort de son père en 1759, Benjamin Banneker reprend l'exploitation de la plantation de tabac, il y réside avec sa mère jusqu'à la mort de cette dernière aux environs de l'année 1771. Il se retrouve seul, ses sœurs ont quitté la ferme familiale en se mariant avec des hommes de la région. Sa vie est uniquement consacrée à l'entretien de ses terres, du fait de sa couleur de peau, il se met en retrait de toute vie sociale afin d'éviter toute violence à son endroit.
Benjamin Banneker se rend régulièrement sur les installations voisines des frères Ellicott et devient à partir de 1789 l'un de leurs familiers et sympathise plus particulièrement avec George Ellicott (en) le fils d'un des frères Ellicott. George Ellicott consacre ses loisirs à l'astronomie, notamment par l'observation du ciel à l'aide d'un télescope. Benjamin Banneker se passionne pour l'astronomie, aussi George Ellicott lui prête-t-il un télescope et de nombreux manuels et traités d'astronomie. Benjamin Banneker assimile tous ces nouveaux savoirs à un point qu'il signale une erreur de calcul de prévisions des éclipses de Lune et du Soleil au sein des éphémérides d'un almanach.
Au début de l'année 1791, les nouvelles compétences astronomique de Benjamin Banneker attirent l'attention de Andrew Ellicott (en), un géomètre et cartographe mandaté par le président George Washington pour réaliser un arpentage précis de la Virginie et du Maryland pour établir le site de la nouvelle capitale. Pour mener à bien sa mission, Andrew Ellicott a besoin d'un assistant, pour cela il rend visite à George Ellicott, ce dernier décline son offre car il se déclare incompétent en la matière et lui recommande son voisin et ami, Benjamin Banneker qui accepte le poste,.
C'est ainsi qu'en février 1791, Benjamin Banneker et Andrew Ellicott partent pour Alexandria dans l'État de la Virginie pour y établir une tente qui fait fonction d'observatoire temporaire. Ils y installent une horloge astronomique et tous les instruments nécessaires à l'accomplissement de leur mission, mission qui s'achève en avril 1792,.
Après avoir défini l'aire géographique de la nouvelle capitale, Benjamin Banneker reçoit la somme de 60 $, soit la somme de 2 $ par jour alors qu'Andrew Ellicott touchait la somme de 5 $ la journée et une indemnisation pour ses frais de logement et d'achats de matériel.
De retour chez lui, Benjamin Banneker élabore et écrit, avec l'aide de George Ellicott, un almanach qui pour titre le Banneker's almanack, and ephemeris for the year of our Lord 1793, qui est édité et diffusé par l'imprimeur William Goddard (éditeur) (en) de Baltimore, une seconde édition est imprimée et diffusé par l'imprimeur William Young de Philadelphie. L'édition est précédée par une courte biographie de Benjamin Banneker écrite par le sénateur James McHenry.
Grâce aux soutiens des sociétés abolitionnistes de la Pennsylvanie et du Maryland, les éditions de l'almanach connaissent une forte vente,.
Encouragé par le succès des ventes de son premier almanach, Benjamin Banneker continue les calculs nécessaires à l'élaboration d'autres almanachs qui connaissent chacun le succès. Il publie un almanach pour chaque année jusqu'en 1804,.

#### Théologie

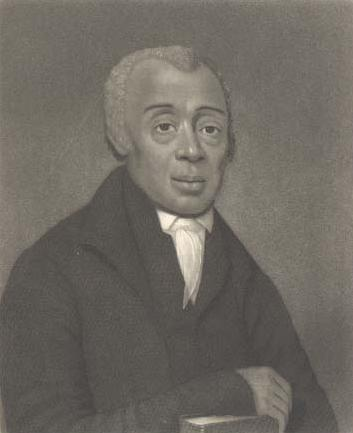
Richard Allen (1760-1831), fondateur et premier évêque de l'Église épiscopale méthodiste africaine.

Les évêques Richard Allen (1760-1831) et Absalom Jones (1746-1815) publient le premier pamphlet signé par des Afro-Américains A narrative of the proceedings of the black people, during the late awful calamity in Philadelphia, in the year 1793 : and a refutation of some censures, thrown upon them in some late publications. Dans cet écrit, ils montrent que l'engagement des Afro-Américains s'est fait au nom des valeurs républicaines et libérales édictées dans la Déclaration d’Indépendance de 1776 et dans la Constitution des États-Unis de 1787.
Quand George Washington décède le 14 décembre 1799 dans sa plantation de Mount Vernon (État de Virginie), Richard Allen va reprendre la plume dès l'annonce de la nouvelle. Il lit son éloge funèbre en chaire et commence par saluer le président George Washington, pour avoir libéré ses esclaves, puis il continue en demandant aux paroissiens afro-américains en quoi le décès d’un président blanc et d’un esclavagiste de Virginie avait à voir avec eux ? Allen a rapidement fourni des réponses, il explique que George Washington avait été un ami sympathisant et un père tendre pour les Noirs libres, sachant qu'il sera lu aussi par des Blancs, Richard Allen mélange habilement des commentaires abolitionnistes avec des allusions patriotiques et religieuses. Il illustre son éloge par de multiples citations bibliques qui font référence à un Dieu juste que George Washington honorait mais que des Américains outragent en acceptant l'esclavage. Il cite le livre d'Osée, les chapitres IV et V concernant les crimes et châtiments d'Israël, pour soulever le spectre de la damnation américaine pour avoir ignoré la volonté de Dieu, « Écoutez la parole de Yahweh, enfants d'Israël; car Yahweh a un procès avec les habitants du pays. Car il n'y a ni vérité ni compassion, ni connaissance de Dieu dans le pays » (Osée IV ; 1).
De l'autre côté, Richard Allen loue George Washington comme un prophète américain et donne l'espoir du salut aux Américains qui suivent la voie abolitionniste de George Washington. En octobre 1808, alors que l'Act Prohibiting Importation of Slaves du 1er janvier 1808, qui interdit la traite négrière, prend effet, Richard Allen achète une propriété à Darby (Pennsylvanie), propriété connue sous le nom de Calcoon Hook, située à moins d'une douzaine de kilomètres de Philadelphie. En 1812, Richard Allen achète un terrain contigu, sa propriété possède alors une surface de 50 ha (treize acres). Richard Allen aménage sa propriété, il construit une grange, une écurie, il agrandit la maison principale pour qu'elle puisse recevoir du monde à tout moment avec un maximum de confort. Si la traite négrière est abolie, l'esclavage continue et de nombreux esclaves s'échappent pour rejoindre les états abolitionnistes et Calcoon Hook servira de refuge pour les esclaves fugitifs. Cet engagement pour l'émancipation des Afro-Américains amène Richard Allen à construire une mythologie fondatrice du peuple afro-américain, il élabore ses mythes en faisant un parallèle la lutte des Afro-Américains et celui des anciennes tribus d'Israël dirigées par Moïse, qui ont erré dans le désert après avoir été libérées. Ce n’est qu’après des années d’épreuves et de tribulations que le peuple d'Israël souffrant a enfin trouvé Canaan, la terre promise par Dieu. Cette théologie de la libération aura son écho jusqu'à Martin Luther King.

#### Peinture
Le premier peintre afro-américain est Joshua Johnson parfois connu sous le nom de de Joshua Johnston qui est né vers 1763 à Baltimore (Maryland) et mort en 1832 dans la même ville. De lui on connaît peu de choses, il était le fils illégitime d'un Blanc, George Johnson, et d'une esclave afro-américaine inconnue. En 1764, il est acheté par son père à William Wheeler, supposé être le maître de sa mère. En 1782, son père, après lui avoir enseigné le métier de forgeron, le reconnaît et l'affranchit. On sait pas d'où et comment Joshua Johnson a appris la peinture, la première fois où il lui ait fait référence en tant que peintre c'est dans un article du Baltimore Intelligencer en date du 17 décembre 1798. Par la datation de ses tableaux, on suppose qu'il a commencé à peindre des tableaux au plus tôt en 1785 et au plus tard en 1790. Ses portraits montrent une maîtrise de la peinture et même préludent à des styles modernes, pendant longtemps il fut méconnu à cause du racisme. Il est découvert en 1939 par J. Hall Pleasants (en), le secrétaire du Maryland Center for History and Culture (en), neuf ans plus tard le Peale Museum fait une exposition où 25 tableaux de Joshua Johnson sont exhibés pour la première fois, depuis les experts ont établi un catalogue de plus de 80 tableaux attribuables à Joshua Johnson. La difficulté tient au fait qu'aucun des portraits de Johnson n'est daté et seul un portait est signé. La datation s'est faite en fonction de l'âge des modèles qui représentent des notables de Baltimore connus, et l'attribution à partir de son style unique à l'époque. Tous les modèles des portraits de Joshua Johnson sont des Blancs à l'exception de deux Afro-Américains non identifiés,,,,,.

## L’éclosion duXIXesiècle

### Peinture

#### Robert Scott Duncanson

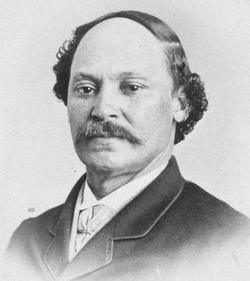
Le peintre Robert Scott Duncanson (1817-1872).

Robert Scott Duncanson né en 1817 à Fayette dans l'État de New York ou 1821 voire 1823 comme l'atteste son passeport de 1853 et mort le 21 décembre 1872 est le fils d'un américain d'ascendance écossaise et d'une afro-américaine libre, voulant éviter à son fils les rebuffades du racisme il emmène son fils au Canada plus tolérant et où l'esclavage est aboli. Pour des raisons inconnues, ses parents se séparent, sa mère rejoint sa famille à Cincinnati, laissant le jeune Robert aux bons soins de son père. Il grandit à Montréal, suit des études secondaires où il a probablement appris les bases du dessin et de la peinture, éducation à laquelle peu d'Afro-Américains des États-Unis pouvait accéder,,,,.

#### Winslow Homer

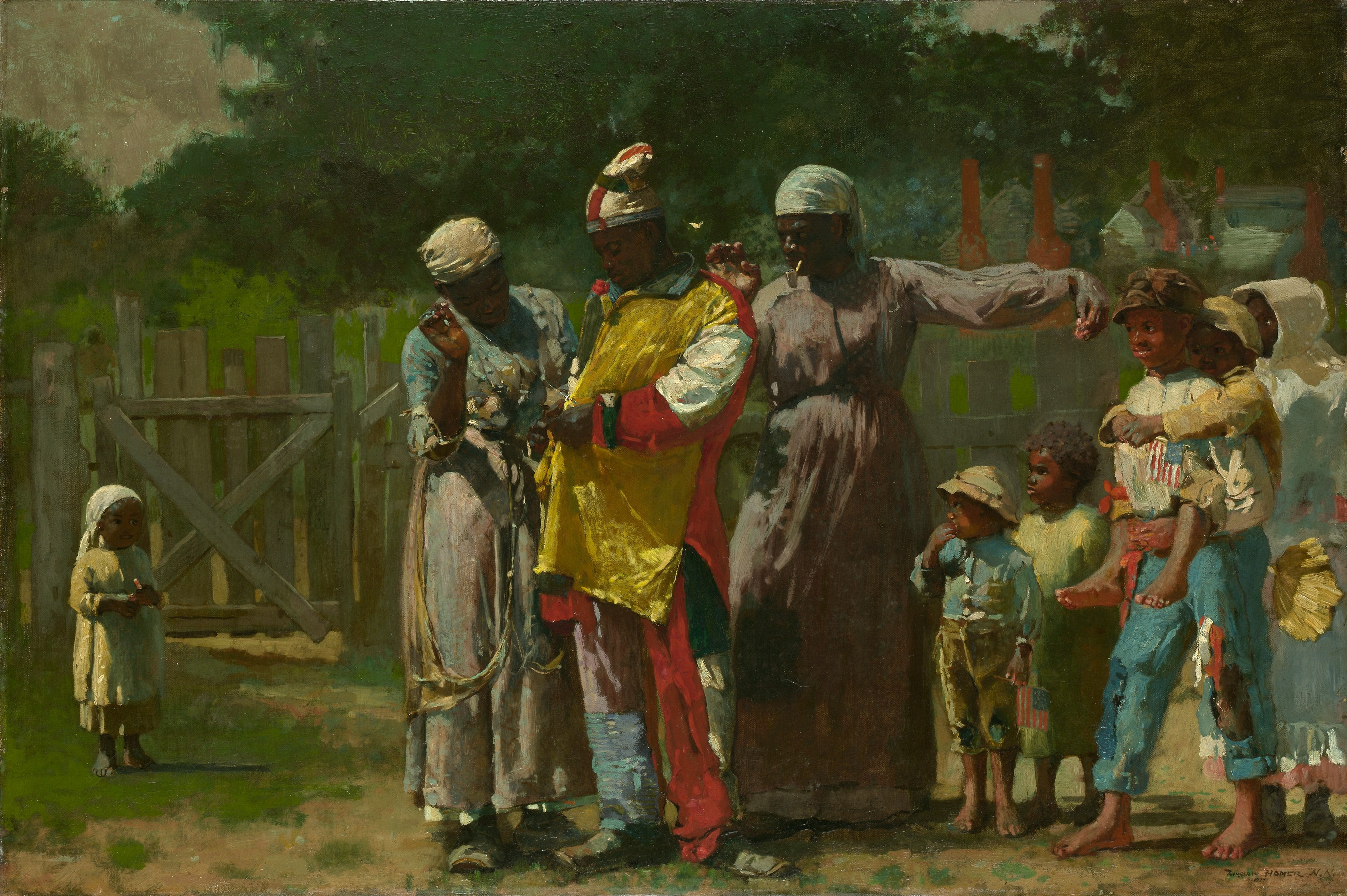
On s'habille pour le carnaval, 1877
Winslow Homer
Metropolitan Museum of Art.

En 1877, les Afro-Américains émancipés du Sud, voient la fin de leur brève expérience de pleins droits civiques avec le retrait définitif des troupes fédérales. Le peintre Winslow Homer dans un tableau de la période de la Reconstruction évoque cette époque où se disloque et persiste la culture afro-américaine, héritage de l’esclavage. La figure centrale représente un personnage d'une célébration de Noël connue sous le nom de Jonkonnu, autrefois observée par les esclaves de Caroline du Nord. Enraciné dans la culture des Antilles britanniques, le festival mélangeait les traditions africaines et européennes.

## AuXXesiècle

### Cinéma
Dès le début du cinéma muet, Oscar Micheaux réalisera des films mettant en scène des afro-américains dans les rôles principaux sans que leur représentations soit caricatural mais au contraire dénoncera la ségrégation et le racisme comme dans The Symbol of the Unconquered,.

Quelques décennies plus tard, la Blaxploitation revalorisera l'image des afro-américains en les présentant dans des rôles dignes et de premier plan et non plus seulement dans des rôles secondaires et de faire-valoir.

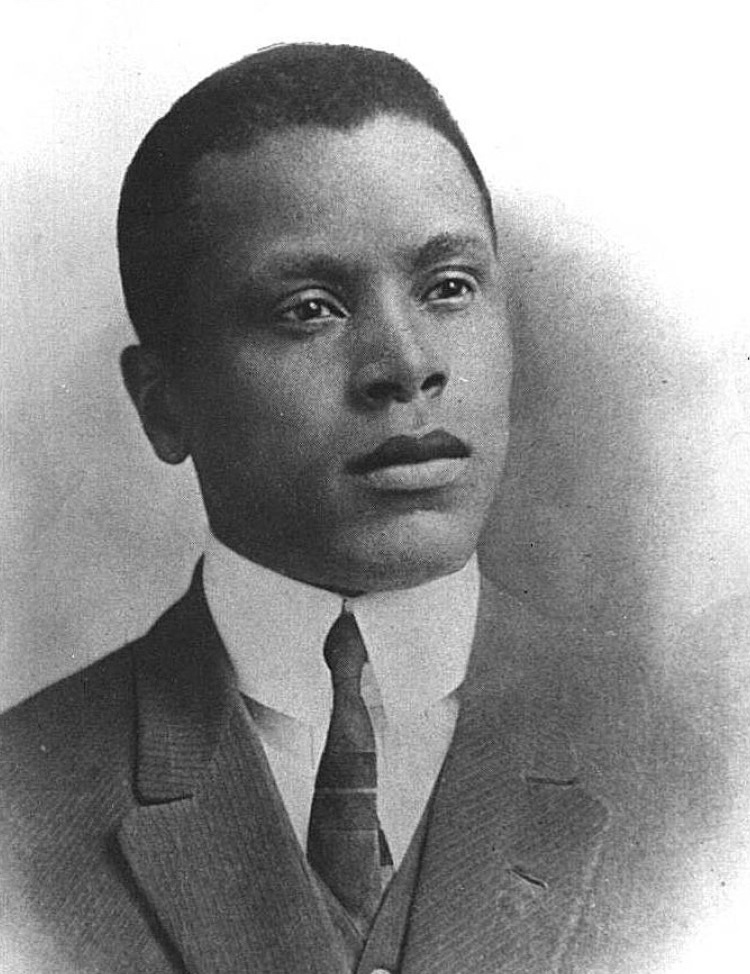
Oscar Micheaux (1884-1951).
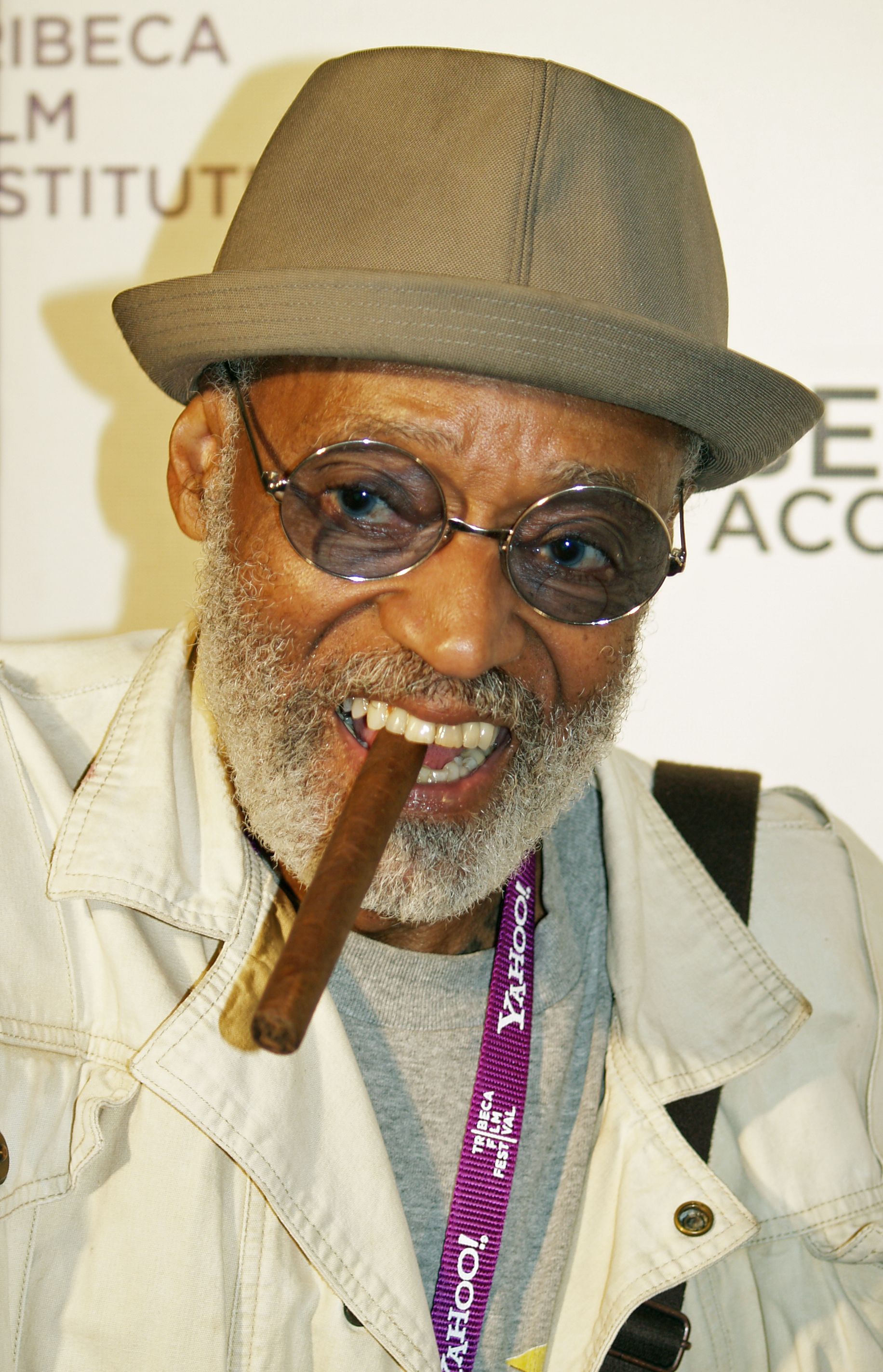
Melvin Van Peebles, réalisateur pionnier de la Blaxploitation.
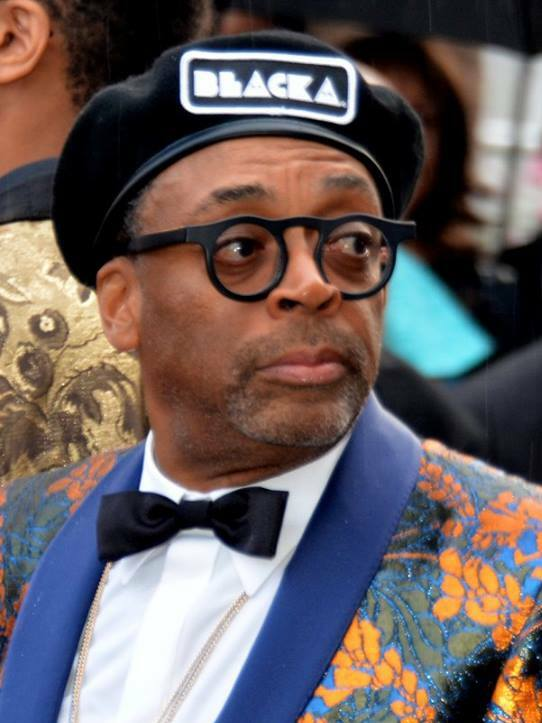
Spike Lee.

### La Renaissance de Harlem
Il n'y a pas de date précise pour délimiter dans le temps le mouvement culturel dit de la Renaissance de Harlem, il est admis qu'il commence durant la première Guerre mondiale, qu'il a pris son essor dans les années 1930 et que le cœur était le quartier de Harlem, considéré alors comme la capitale des artistes afro-américains, mais ce mouvement s'étendu dans divers États tels que la Californie, l'Ohio, l'Idaho, la Floride, le Massachusetts, et jusqu'à la Jamaïque. Les grands nom de ce mouvement sont W. E. B. Du Bois, Langston Hughes, Countee Cullen, Claude McKay, Marita Bonner, Walter White, Aaron Douglas, Archibald Motley, Jessie Redmon Fauset, James Weldon Johnson, Zora Neale Hurston, Louis Armstrong, Duke Ellington, Florence Mills, Ma Rainey, Adelaïde Hall...

## Pour approfondir

#### Essais et manuels de référence
- (en-US) Benjamin Griffith Brawley, Early Negro American Writers, University of North Carolina Press, 2013 (1re éd. 1935), 326 p. (ISBN 9781469609232, lire en ligne). .
- (en-US) Arnold Rose, The Negro in America, Beacon Press / Harper & Row, 1962, 360 p. (OCLC 1087468296, lire en ligne). .
- (en-US) E. Franklin Frazier, The Negro in the United States, Macmillan, 1957, rééd. 1971, 816 p. (ISBN 9780268036508, lire en ligne).
- (en-US) J. Edward Atkinson, Black Dimensions in Contemporary American Art, New American Library, 1er mars 1971, 132 p. (ISBN 9780452250413, lire en ligne).
- (en-US) Trudier Harris, Afro-American Writers Before the Harlem Renaissance, Thomson Gale, 15 août 1986, 379 p. (ISBN 9780810317284, lire en ligne).
- (en-US) Trudier Harris, Afro-American Writers from the Harlem Renaissance to 1940, Thomson Gale, 1er août 1986, 360 p. (ISBN 9780810317291, lire en ligne).
- (en-US) Black Art Ancestral Legacy: The African Impulse in African-American Art, Dallas Museum of Art, 1989, rééd. 1 mars 1999, 316 p. (ISBN 9780810931046, lire en ligne).
- (en-US) Guy C. McElroy, Facing History : the Black image in American art, 1710-1940, San Francisco, Bedford Arts, 1990, 200 p. (ISBN 9780938491392, lire en ligne).
- (en-US) Warren J. Halliburton, Celebrations of African Heritage, Crestwood House, novembre 1992, 56 p. (ISBN 9780896866768, lire en ligne).
- (en-US) Joseph E. Holloway & Winifred K. Vass, The African Heritage of American English, Indiana University Press, avril 1993, 240 p. (ISBN 9780253328380, lire en ligne).
- (en-US) Romare Bearden et Harry Henderson, History of African-American Artists: From 1792 to the Present, Pantheon Books, 26 octobre 1993, 576 p. (ISBN 9780394997193, lire en ligne).
- (en-US) Molefi Kete Asante et Abu Shardow Abarry, African Intellectual Heritage: A Book of Sources, Temple University Press, 25 juin 1996, 852 p. (ISBN 9781566394024, lire en ligne).
- (en-US) Barbara Sullivan & Crystal Britton, African-American Art: The Long Struggle, Smithmark Publishers, 1er septembre 1996, 136 p. (ISBN 9780765199522, lire en ligne).
- (en-US) Carlotta Hacker, Great African Americans in the arts, Crabtree Publishing Company, 1er janvier 1997, 68 p. (ISBN 9780865058217, lire en ligne).
- (en-US) Sharon F. Patton, African-American Art, Oxford University Press, USA, 25 juin 1998, 328 p. (ISBN 9780192842541, lire en ligne).
- (en-US) John Hope Franklin et Alfred A. Moss, From Slavery to Freedom: A History of African Americans, McGraw-Hill, 1er janvier 2000, 742 p. (ISBN 9780072295818, lire en ligne). .
- (en-US) Tonya Bolden, Wake Up Our Souls: A Celebration of Black American Artists, Harry N. Abrams, 3 février 2004, 136 p. (ISBN 9780810945272, lire en ligne).
- (en-US) Natasha Trethewey, African American Women, National Museum of African American History and Culture, Smithsonian Institution, 7 juillet 2015, 76 p. (ISBN 9781907804489, lire en ligne).

#### Dictionnaires et encyclopédies
- (en-US) Chester M. Hedgepeth, Twentieth Century African American Writers And Artists, American Library Association, 1er juin 1991, 344 p. (ISBN 9780838905340, lire en ligne).
- (en-US) Dictionary of 20th Century Culture: African American Culture, Gale Cengage, 1er septembre 1996, 600 p. (ISBN 9780810384859, lire en ligne).
- (en-US) Encyclopedia of African-American Heritage: Second Edition, Facts on File, 1er novembre 2000, 376 p. (ISBN 9780816041251, lire en ligne).
- (en-US) Mitch Kachun, Festivals of Freedom: Memory and Meaning in African American Emancipation Celebrations, 1808-1915, University of Massachusetts Press, 31 juillet 2003, 376 p. (ISBN 9781558494077, lire en ligne).
- (en-US) Encyclopedia of African-American Culture and History : the Black Experience in the Americas, vol. 1, Macmillan Reference USA, 16 décembre 2005, 488 p. (ISBN 9780028658179, lire en ligne).
- (en-US) Encyclopedia of African American Culture and History : the Black Experience in the Americas, vol. 2, MacMillan Reference Library, 22 décembre 2005, 536 p. (ISBN 9780028658186, lire en ligne).
- (en-US) Encyclopedia of African-American Culture and History: The Black Experience in the Americas, vol. 3, MacMillan Reference Library, 22 décembre 2005, 488 p. (ISBN 9780028658193, lire en ligne).
- (en-US) Encyclopedia of African-American Culture and History: The Black Experience in the Americas, vol. 4, MacMillan Reference Library, 22 décembre 2005, 536 p. (ISBN 9780028658209, lire en ligne).
- (en-US) Encyclopedia of African-American Culture and History: The Black Experience in the Americas, vol. 5, MacMillan Reference Library, 22 décembre 2005, 536 p. (ISBN 9780028658216, lire en ligne).
- (en-US) Encyclopedia of African-American Culture and History: The Black Experience in the Americas, vol. 6, MacMillan Reference Library, 22 décembre 2005, 416 p. (ISBN 9780028658223, lire en ligne).
- (en-US) Kathlyn Gay, African-American Holidays, Festivals, and Celebrations: The History, Customs, and Symbols Associated with Both Traditional and Contemporary Religious and Secular Events Observed by Americans of African Descent, Omnigraphics, 1 décembre 2006, rééd. 2007, 600 p. (ISBN 9780780807792, lire en ligne).

#### Articles
- (en-US) John A. Davis, « The Influence of Africans on American Culture », The Annals of the American Academy of Political and Social Science, vol. 354,‎ juillet 1964, p. 75-83 (9 pages) (lire en ligne).
- (en-US) Mary F. Berry & John W. Blassingame, « Africa, Slavery, & the Roots of Contemporary Black Culture », The Massachusetts Review, vol. 18, no 3,‎ automne 1977, p. 501-516 (16 pages) (lire en ligne).
- (en-US) Bayo Oyebade, « African Studies and the Afrocentric Paradigm: A Critique », Journal of Black Studies, vol. 21, no 2,‎ décembre 1990, p. 233-238 (6 pages) (lire en ligne). .
- (en-US) Phillip L. Mason, « Soul in the Culture of African Americans », Music Educators Journal, vol. 79, no 3,‎ novembre 1992, p. 49-52 (4 pages) (lire en ligne).
- (en-US) James Houk, « The Terminological Shift from "Afro-American" to "African-American": Is the Field of Afro-American Anthropology Being Redefined? », Human Organization, vol. 52, no 3,‎ 1993, p. 325-328 (4 pages) (lire en ligne). .
- (en-US) Joe W. Trotter, « African-American History: Origins, Development, and Current State of the Field », OAH Magazine of History, vol. 7, no 4,‎ été 1993, p. 12-18 (7 pages) (lire en ligne).
- (en-US) Ayele Bekerie, « The Four Corners of a Circle: Afrocentricity as a Model of Synthesis », Journal of Black Studies, vol. 25, no 2,‎ décembre 1994, p. 131-149 (19 pages) (lire en ligne). .
- (en-US) Shane White & Graham White, « Slave Hair and African American Culture in the Eighteenth and Nineteenth Centuries », The Journal of Southern History, vol. 61, no 1,‎ février 1995, p. 45-76 (33 pages) (lire en ligne).
- (en-US) Aaron E. Russell, « Material Culture and African-American Spirituality at the Hermitage », Historical Archaeology, vol. 31, no 2,‎ 1997, p. 63-80 (18 pages) (lire en ligne). .
- (en-US) Rachel K. Jones & Ye Luo, « The Culture of Poverty and African-American Culture: An Empirical Assessmen », Sociological Perspectives, vol. 42, no 3,‎ automne 1999, p. 439-458 (20 pages) (lire en ligne).
- (en-US) Jean A. Madsen & Reitumetse Obakeng Mabokela, « Organizational Culture and Its Impact on African American Teachers », American Educational Research Journal, vol. 37, no 4,‎ hiver 2000, p. 849-876 (28 pages) (lire en ligne).
- (en-US) M. Christopher Brown II, « Chapter 24: Critiques of Afrocentricity, Comments on Multiculturalism », Counterpoints, vol. 94,‎ 2001, p. 539-548 (10 pages) (lire en ligne). .
- (en-US) Patrick Davis, « The Origins of African American Culture and Its Significance in African American Student Academic Success », Journal of Thought, vol. 40, no 1,‎ printemps 2005, p. 43-59 (17 pages) (lire en ligne). .
- (en-US) Howard Dodson, « The Emergence of African American Culture », Présence Africaine, Nouvelle série, nos 175/177,‎ 2007, p. 33-41 (9 pages) (lire en ligne).
- (en-US) John Roberts, « African American Belief Narratives and the African Cultural Tradition », Research in African Literatures, vol. 40, no 1,‎ printemps 2009, p. 112-126 (15 pages) (lire en ligne).
- (en-US) Janice D. Hamlet, « Word! The African American Oral Tradition and its Rhetorical Impact on American Popular Culture », Black History Bulletin, vol. 74, no 1,‎ hiver-printemps 2011, p. 27-31 (5 pages) (lire en ligne).
- (en-US) Lisa E. Farrington, « Black or White ? : Racial Identity in Nineteenth-Century African-American Art », Source: Notes in the History of Art, vol. 31, no 3,‎ printemps 2012, p. 5-12 (8 pages) (lire en ligne).